# Neue Musik
Neue Musik ist der Sammelbegriff für eine Fülle unterschiedlicher Strömungen komponierter westlicher Kunstmusik von etwa 1910 bis zur Gegenwart. Der Begriff Neue Musik erschien in dieser Zeit beispielsweise beim Aachener Verein zur Pflege Neuer Musik. Ihr Schwerpunkt liegt in Kompositionen der Musik des 20. Jahrhunderts, hauptsächlich in der ersten Hälfte des 20. Jahrhunderts. Sie ist insbesondere durch – teils radikale – Erweiterungen der klanglichen, harmonischen, melodischen und rhythmischen Mittel und Formen charakterisiert. Diese Charakterisierung betrifft die Anfänge der Neuen Musik und gilt nur eingeschränkt für die Minimal Music oder für Konzepte, die Jazz und andere zeitgenössische Musik miteinander kombinieren (Crossover). Ihr ist die Suche nach neuen Klängen, neuen Formen oder nach neuartigen Verbindungen alter Stile zu eigen, was teils durch Fortführung bestehender Traditionen, teils durch bewussten Traditionsbruch geschieht und entweder als Fortschritt oder als Erneuerung (Neo- oder Post-Stile) erscheint.
Grob gliedert sich Neue Musik in die Zeit von etwa 1910 bis zum Zweiten Weltkrieg – oft als Moderne bezeichnet – und der als „radikal“ empfundenen Neuorientierung nach dem Zweiten Weltkrieg – meist als Avantgarde apostrophiert – bis zum 21. Jahrhundert. Letztere Zeit wird mitunter in die 1950er, 1960er und 1970er Jahre untergliedert, wobei die letzten drei Jahrzehnte bislang nicht weiter differenziert werden (der zusammenfassende Begriff Postmoderne hat sich nicht durchgesetzt).
Um die Musik der Gegenwart im engeren Sinne näher zu bezeichnen, wird der Begriff Zeitgenössische Musik (engl. contemporary music, frz. musique contemporaine) benutzt, ohne dass damit eine feste Periodisierung angesprochen ist. Der Begriff neue Musik wurde durch den gleichnamigen Vortrag des Musikjournalisten Paul Bekker von 1919 geprägt.
Vertreter der Neuen Musik werden gelegentlich als Neutöner bezeichnet.

## Begriffsbestimmung
Im 21. Jahrhundert ist der Fortschritt „bei der Betrachtung von Kunstdingen“ nicht mehr zentral, der Wandel der Darstellungsmöglichkeiten bleibt jedoch aktuell, weshalb „Neue Musik“ eine Vielfalt von Phänomenen seit dem 20. Jahrhundert fassen kann. Neue Musik meinte als „Relations-Begriff [...] je nach Zeitsegment im 20. Jh. stets eine andere Musikrichtung“. Eingeführt wurde der Begriff um 1920 durch Paul Bekker als terminologische Alternative zur Moderne, wobei er sich für die „schwer vermittelbaren ästhetischen Positionen“ von Arnold Schönberg, Ernst Krenek und Franz Schreker einsetzte. Im Gegensatz dazu intendierten Hans Mersmann und Heinrich Strobel in den 1920er Jahren eine Distanzierung von der Romantik und präferierten als Hauptvertreter der Neuen Musik insbesondere die nach Mersmann „wieder den Weg zur Allgemeinheit“ suchenden Komponisten Igor Strawinsky und Paul Hindemith, deren Schaffen jener Zeit heute als neoklassizistisch bezeichnet wird. In späteren Jahrzehnten wurde jedoch gerade der Begriff „Neoklassizismus“ in Abgrenzung zur Neuen Musik pejorativ verwendet, um damit Zugehörigkeit zu einer veralteten Ästhetik zum Ausdruck zu bringen. Standen einander vor 1950 atonale/zwölftönige und neotonale Tendenzen einander gegenüber, so verlief die durchaus polemisch geführte Auseinandersetzung zwischen „avantgardistisch“ und gemäßigt modern in Folge zwischen den Vertretern der jüngsten Tendenzen wie Serialismus, Aleatorik und elektronischer Musik und den konservativeren Komponisten, die den Werken und Techniken der Wiener Schule nun nicht mehr durchweg abgeneigt waren. Mitunter erfuhr der Neue-Musik-Begriff Tendenzen zur Einengung, indem etwa nur den Heroen der Schlüsselmomente Relevanz zugebilligt wurde: Arnold Schönbergs Schritt in die Atonalität um 1910, die Einführung des Serialismus durch Pierre Boulez und Karlheinz Stockhausen um 1950 und des Zufalls durch John Cage bald danach, gefolgt von der Klangkomposition um 1960 durch György Ligeti und der Neotonalität durch Wolfgang Rihm. Im 21. Jahrhundert nähert sich der Begriff der Neuen Musik jedoch dem an, was man „gemeinhin mit Epochenbegriffen zu fassen versucht“, das große Musiklexikon Die Musik in Geschichte und Gegenwart lässt im Lemma „Neue Musik“ im Kapitel „klassizistische Moderne“ die „dodekaphone Richtung“ und die „neotonale“ koexistieren.

## Kompositorische Mittel und Stile
Der wichtigste Schritt im Sinne der Neuorientierung der musikalischen Sprache ist im Bereich der Harmonik vollzogen worden, nämlich die Tonalität schrittweise aufzugeben – hin zur freien Atonalität und schließlich zur Zwölftontechnik. Die Tendenz, immer komplexere Akkordbildungen zu verwenden, führt bereits gegen Ende des 19. Jh. in harmonische Bereiche, die sich mit der zu Grunde liegenden Dur-Moll-Tonalität nicht mehr eindeutig erklären lassen – ein Prozess, der schon bei Richard Wagner und Franz Liszt seinen Anfang nimmt. Hieraus nun zieht Arnold Schönberg mit seinen Schülern Alban Berg und Anton Webern die planvollste Konsequenz, die in der Formulierung (1924) der Methode der „Komposition mit zwölf nur aufeinander bezogenen Tönen“ (Dodekaphonie) gipfelt. Diese atonalen Kompositionsregeln stellen den Komponisten ein Handwerkszeug zur Verfügung, das die Prinzipien der Tonalität zu vermeiden hilft. Die Bezeichnung als „Zweite Wiener Schule“ in Analogie zur „Ersten Wiener Schule“ (Joseph Haydn, Wolfgang Amadeus Mozart, Ludwig van Beethoven) verrät schon die Sonderstellung, die dieser Komponistengruppe als Vermittlungsinstanz zukommt.
Das Prinzip, alle zwölf Töne der temperierten Skala gleichberechtigt, ohne Bevorzugung einzelner Töne, planvoll zu verwenden, scheint in den ersten zwei Jahrzehnten des 20. Jahrhunderts verschiedene Komponisten beschäftigt zu haben, die simultan, aber unabhängig von Schönberg zu ähnlich kühnen Ergebnissen vorstießen. Zu diesen Experimentatoren, in deren Werken sich zwölftönige und serielle Ansätze erkennen lassen, gehört zunächst Josef Matthias Hauer, der sich öffentlich mit Schönberg um das „Urheberrecht“ an der Zwölftonmusik stritt. Ferner ist Alexander Skrjabin zu nennen, dessen atonale, auf Quartenschichtung basierende Klangzentrumstechnik in der Folge einer ganzen Generation junger russischer Komponisten den Weg zu bemerkenswerten Experimenten geebnet hat. Die Bedeutung dieser im Klima der Revolutionen von 1905 und 1917 hervorgetretenen Komponistengeneration für die Neue Musik konnte erst in der zweiten Jahrhunderthälfte ins Bewusstsein dringen, da sie bereits in den späten 1920er Jahren von der stalinistischen Diktatur systematisch ausgeschaltet wurde. Hier seien stellvertretend Nikolai Roslawez, Arthur Lourié, Alexander Mossolow und Iwan Wyschnegradsky genannt.
Ein großes Manko der Aufgabe der Dur-Moll-Tonalität war jedoch der weitgehende Verlust der formbildenden Kräfte dieses harmonischen Systems. Diesem Mangel begegneten die Komponisten auf sehr unterschiedliche Weise. Zur Vermeidung der klassisch-romantisch geprägten musikalischen Formen wählte man nun für die Neue Musik teilweise freie (Rhapsodie, Fantasie), oder neutrale (Konzert, Orchesterstück) Bezeichnungen, oder selbstgewählte, mitunter extrem kurze, aphoristische Formen (Webern, Schönberg). Andere hielten an überkommenen Formen fest, obwohl ihre Werke selbst dieses Konzept ad absurdum führen, bzw. die tradierten Formvorstellungen mit neuen Inhalten füllen (einsätzige Klaviersonaten von Skrjabin, Sonatensatzform unter Aufgabe der diese erst begründenden Tonalität bei Schönberg). Selbst der fundamentale Grundgedanke einer kontinuierlichen, zielgerichteten Verarbeitung musikalischer Gedanken innerhalb eines Werkes verliert, parallel zum Verlust des Fortschrittsglaubens des 19. Jahrhunderts, seinen Primat. Neue Möglichkeiten der Formgestaltung, über bisher eher stiefmütterlich behandelte Parameter der Musik, wie die Klangfarbe, den Rhythmus, die Dynamik, systematische bzw. freie Montagetechniken bei Igor Strawinsky oder Charles Ives, die Ablehnung der Zeitgerichtetheit von Musik, sowie ein zunehmender Individualismus beanspruchen ihren Platz.
Eine musikalische Quelle, deren Potential ebenfalls zu Experimenten genutzt wurde, ist die Folklore. Hatten schon vorhergehende Komponistengenerationen immer wieder exotische Sujets gewählt, um von den herrschenden Kompositionsregeln abweichende Strukturen zu legitimieren, so ist erstmals bei Claude Debussy in größerem Maße eine stilistische und strukturelle Anverwandlung der javanischen Gamelanmusik zu beobachten, die dieser 1889 auf der Pariser Weltausstellung kennengelernt hatte. In diesem Zusammenhang ist das Werk Béla Bartóks als vorbildhaft zu betrachten, der bereits 1908 die meisten grundlegenden Eigenarten seines neuartigen Stils mittels der systematischen Auseinandersetzung mit der Folklore des Balkans erkundet hatte. Im Zuge dieser Entwicklung gelangt Bartók mit seinem Allegro barbaro (1911) zur Behandlung des „Klaviers als Schlaginstrument“, das in der Folge den Umgang der Komponisten mit diesem Instrument maßgeblich beeinflusste. Die rhythmischen Komplexitäten, wie sie die slawische Folklore in besonderem Maße hervorbringt (vgl. Rhythmik in der bulgarischen Volksmusik), hat sich auch Igor Strawinsky in seinen frühen Ballettkompositionen, die für Sergei Djagilews Ballets Russes entstanden sind, angeeignet. Bezeichnenderweise nutzt Strawinsky für sein in dieser Hinsicht revolutionärstes Experiment (Le sacre du printemps 1913) eine vorgegebene „barbarisch-heidnische“ Bühnenhandlung.
Strawinsky ist es auch, der im weiteren Verlauf der 1910er Jahre seinen Kompositionsstil nun in eine Richtung fortentwickelt, die beispielgebend für den Neoklassizismus wird. In Frankreich traten verschiedene junge Komponisten auf den Plan, die sich einer ähnlichen betont antiromantischen Ästhetik verschrieben. Um Erik Satie bildete sich die
Groupe des Six, deren führender Theoretiker Jean Cocteau war. In Deutschland ist Paul Hindemith der prominenteste Vertreter dieser Richtung. Den Vorschlag, sich zur Erneuerung der musikalischen Sprache des musikalischen Formenkanons, etwa des Barock, zu bedienen, war bereits von Ferruccio Busoni in seinem Entwurf einer neuen Ästhetik der Tonkunst unterbreitet worden. Im Frühjahr des Jahres 1920 formulierte Busoni diesen Gedanken erneut in einem Aufsatz mit dem Titel Junge Klassizität.
Außergewöhnlich sind des Weiteren die radikalen Experimente, die den Möglichkeiten der mikrotonalen Musik gewidmet sind. Zu nennen wären hier Alois Hába, der, von Busoni ermutigt, seine Voraussetzungen im böhmisch-mährischen Musikantentum fand und andererseits Iwan Wyschnegradsky, dessen Mikrotonalität als konsequente Weiterentwicklung der Klangzentrumstechnik Alexander Skrjabins zu begreifen ist. Im Gefolge des in der bildenden Kunst angesiedelten italienischen Futurismus um Filippo Tommaso Marinetti und Francesco Balilla Pratella entwarf Luigi Russolo in seinem Manifest Die Kunst der Geräusche (1913, 1916) einen als Bruitismus bezeichneten Stil, der sich neu konstruierter Geräuscherzeuger, der sogenannten Intonarumori, bediente.
Das musikalische Ausdrucksspektrum wird noch durch ein weiteres interessantes Experiment erweitert, das ebenfalls in den Bereich musikalischer Nutzanwendung von Geräuschen vordringt, nämlich die „tone clusters“ genannten Tontrauben von Henry Cowell. Zu durchaus vergleichbaren Tonballungen tendieren auch einige der frühen Klavierstücke Leo Ornsteins und George Antheils. Mit Edgar Varèse und Charles Ives seien noch zwei Komponisten erwähnt, deren in jeder Hinsicht außergewöhnliche Werke sich keiner größeren Strömung zuschlagen lassen und die erst in der zweiten Jahrhunderthälfte im vollen Umfang ihrer Bedeutung wahrgenommen wurden.
Die zunehmende Industrialisierung, die langsam alle Lebensbereiche zu erfassen begann, schlägt sich in einer Technikbegeisterung und (kompositorischen) Maschinenästhetik nieder, die zunächst von der futuristischen Bewegung getragen wurde. Somit rücken die verschiedenen technischen Innovationen, wie die Erfindung der Elektronenröhre, die Entwicklung der Rundfunktechnik, der Tonfilm und die Tonbandtechnik ins musikalische Gesichtsfeld. Diese Innovationen begünstigten die Entwicklung neuer elektrischer Spielinstrumente, was auch hinsichtlich der für sie geschaffenen Originalkompositionen von Bedeutung ist. Hervorzuheben wären hier Lew Termens Thermenvox, Friedrich Trautweins Trautonium und die Ondes Martenot des Franzosen Maurice Martenot. Die teils enthusiastische Fortschrittshoffnung, die sich an die musikalische Nutzanwendung dieser frühen Experimente knüpfte, ist jedoch nur teilweise in Erfüllung gegangen. Dennoch besaßen die neuen Instrumente und technischen Entwicklungen ein musikalisch inspirierendes Potential, das sich bei einigen Komponisten in außerordentlich visionären Konzeptionen niederschlug, die erst Jahrzehnte später tatsächlich technisch realisiert werden konnten. In diesen Kontext gehören die ersten kompositorischen Auseinandersetzungen mit den musikalischen Möglichkeiten von Selbstspielklavieren. Die mediale Verbreitung von Musik mittels Schallplatte und Rundfunk ermöglichte den enorm beschleunigten Austausch und Aufnahme von bis dato fast unbekannten musikalischen Entwicklungen, wie sich anhand der rasanten Popularisierung und Rezeption des Jazz nachvollziehen lässt. Allgemein kann festgestellt werden, dass die Zeit ab etwa 1920 eine des allgemeinen „Aufbruchs zu neuen Ufern“ war – mit vielen sehr verschiedenen Ansätzen. Im Wesentlichen hat sich dieser Pluralismus an Stilarten bewahrt bzw. nach einer kurzen Zeit wechselseitiger Polemik von Serialismus und Anhängern traditioneller Kompositionsrichtungen (ab etwa Mitte der 1950er Jahre) wieder eingestellt.

## Historische Voraussetzungen
Im 20. Jahrhundert setzte sich eine Entwicklungslinie des musikalischen Fortschritts fort; jeder noch heute bekannte Komponist hat etwas dazu beigetragen. Diese alte Sehnsucht nach Fortschritt und Modernität – durch bewusste Absonderung von Tradition und Konvention – kann jedoch in der abendländischen, durch Wissenschaft und Technik geprägten Gesellschaft fetischhaften Charakter annehmen. Das Erscheinen des „Neuen“ ist dabei auch immer von einem Gefühl der Unsicherheit und Skepsis begleitet. Noch zu Beginn des 20. Jh. war der Umgang mit Musik und die Diskussion über deren Sinn und Bestimmung einem verschwindend geringen, aber umso sachkundigeren Teil der Gesellschaft vorbehalten. Dieses Verhältnis – der kleinen elitären Gruppe Privilegierter hier und der großen unbeteiligten Masse dort – hat sich durch die zunehmende mediale Verbreitung von Musik nur äußerlich gewandelt. Musik ist zwar für jeden erreichbar, doch fehlt es, was das Verstehen der Neuen Musik betrifft, in vielen Fällen an Bildung, auch der des Gehörs. Die dergestalt veränderte Beziehung zwischen Mensch und Musik ließ die ästhetischen Fragen über Wesen und Zweck der Musik zur öffentlichen Debatte werden.
In der Musikgeschichte entstanden Übergangsphasen (Epochengrenzen), in denen das „Alte“ und das „Neue“ gleichzeitig in Erscheinung traten. Der tradierte Zeit- oder Epochenstil wurde noch gepflegt, parallel dazu aber schon eine jeweils „neue Musik“ eingeführt, die diesen in der Folge ablöste. Diese Übergänge wurden von den Zeitgenossen immer auch als Erneuerungsphasen begriffen und dementsprechend bezeichnet. Die Ars Nova des 14. Jahrhunderts etwa führt ebenfalls das „Neue“ im Namen, ebenso charakterisiert Renaissance einen bewusst gewählten Neuanfang. Die Übergangsphasen sind zumeist von einer Steigerung der Stilmittel gekennzeichnet, in der diese – im Sinne eines Manierismus – bis zur Unsinnigkeit übertrieben werden. Der Stilwandel zur „neuen“ Musik vollzieht sich dann zum Beispiel durch die Herauslösung eines der tradierten Stilmittel, auf dessen Basis dann systematisch ein kompositorisch-ästhetischer Fortschritt angestrebt und realisiert werden kann, oder auf der allmählichen Bevorzugung parallel dazu eingeführter Alternativen.
In diesem Sinne kann man die klassisch-romantische Musik des 19. Jh. als Steigerung der Wiener Klassik begreifen. Die Steigerung der Mittel macht sich hier am augenfälligsten im Quantitativen bemerkbar – Länge und Besetzungsstärke der romantischen Orchesterkompositionen nahmen drastisch zu. Außerdem rückten das gesteigerte Ausdrucksbedürfnis und außermusikalische (poetische) Inhalte verstärkt ins Blickfeld der Komponisten. Als Reaktion auf die verschiedenen revolutionären gesellschaftlichen Ereignisse des Jahrhunderts müssen auch die Versuche, musikalische Nationalstile zu schaffen, gewertet werden. Des Weiteren veränderten sich die, auf Mäzenatentum und Verlegertätigkeit basierenden, wirtschaftlichen Bedingungen für die Musiker. Die sozialen und politischen Umstände wirkten sich auf die Zusammensetzung des Publikums und die Organisation des Konzertlebens aus. Hinzu kam noch eine starke Individualisierung (Personalstil) der romantischen Tonsprache(n).

## Geschichtlicher Überblick
Die folgende Übersicht gibt nur schlagwortartig eine Orientierung über die entsprechenden Zeitabschnitte, herausragende Komponisten, groben Stil-Charakteristika und Meisterwerke. Entsprechende Vertiefung bleibt dann den Hauptartikeln vorbehalten.
- Jede Periodisierung ist eine Verkürzung. Vielfach finden die teils gegensätzlich scheinenden Stile nicht nur gleichzeitig statt, sondern es haben viele Komponisten in mehreren Stilen – mitunter auch in ein und demselben Werk – komponiert.
- Auch wenn für einen Stil oder eine Periode ein Komponist als herausragend erscheint, gab es stets eine Vielzahl an Komponisten, die ebenfalls mustergültige Werke in mitunter sehr eigenständiger Weise geschrieben haben. Es gilt: jedes gelungene Werk verdient eine eigene Betrachtung und Einordnung – unabhängig von dem Rahmen, in den es aus stilistischen Gründen gewöhnlich gestellt wird.
- Grundsätzlich gilt für Zuordnungen von Werken zu Stilen das Diktum von Rudolf Stephan: „Werden jedoch stilistische Kriterien […] vorausgesetzt, so können […] auch solche [Werke] von zahlreichen anderen, meist jüngeren Komponisten […] zugezählt werden […] Doch bei (in diesem Zusammenhang durchaus zu nennenden) Werken […] werden dann Grenzen fühlbar, die vielleicht nicht exakt fixierbar sind, die aber doch (um mit Maurice Merleau-Ponty zu sprechen) rasch als bereits überschrittene bemerkt werden.“[15] Ein fixiertes Stil- oder Epochen-Schema gibt es nicht und ist prinzipiell nicht möglich. Alle Zuschreibungen von Gemeinsamkeiten oder Unterschieden sind Interpretation, die einer genauen Erläuterung bedürfen. Dass die Einordnung von Werken teils nach stilistischen Begriffen (z. B. „Expressionismus“) und teils nach kompositionstechnischen Kriterien (z. B. „Atonalität“) geschieht, führt zwangsläufig zu vielfachen Überschneidungen.

### Die Wende vom 19. zum 20. Jahrhundert

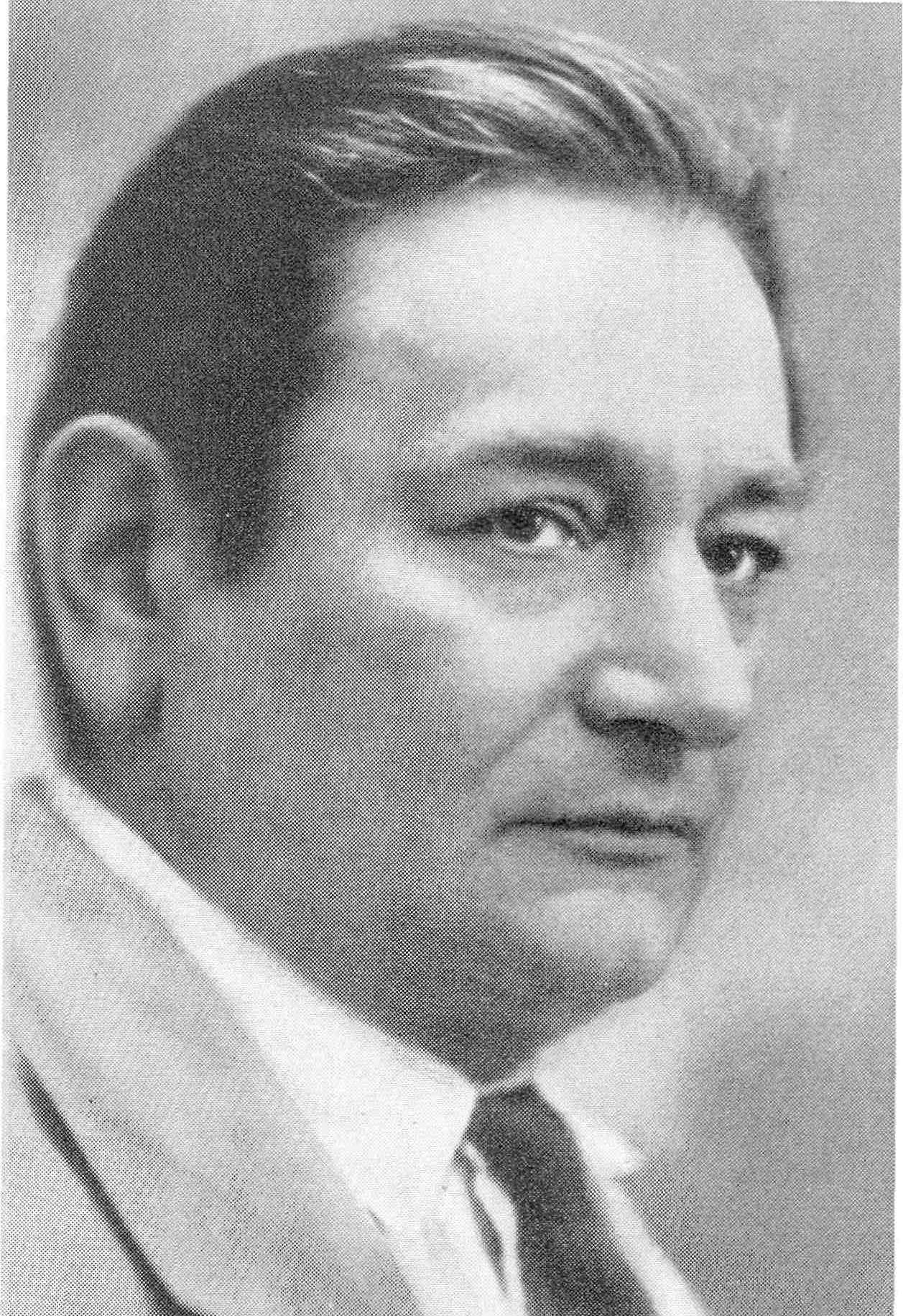
Paul Bekker prägte 1919 den Begriff Neue Musik und setzte sich fortan für deren erste Wegbereiter ein: Gustav Mahler, Franz Schreker, Arnold Schönberg und Ernst Krenek

Diesen Steigerungstendenzen waren die überkommenen kompositorischen Mittel der Klassik nur bis zu einem gewissen Grad gewachsen. Gegen Ende des 19. Jh. begann sich die musikalische Entwicklung abzuzeichnen, in der Paul Bekker dann rückwirkend die „neue Musik“ (als Terminus schrieb man sie erst später mit großem „N“) erkannte. Sein Augenmerk hatte sich dabei zunächst besonders auf Gustav Mahler, Franz Schreker, Ferruccio Busoni und Arnold Schönberg gerichtet. Insgesamt hatte sich die Jahrhundertwende als Aufbruchs- bzw. Verfallsphase begriffen. Jedenfalls stand sie unter dem Vorzeichen der Modernität, als deren Radikalisierung man die „Neue Musik“ betrachten kann und deren vielfältige Konsequenzen das gesamte 20. Jahrhundert beeinflusst haben. Der qualitative Unterschied dieses Epochenübergangs zu den früheren besteht im Wesentlichen darin, dass nun einige Komponisten ihren historischen Auftrag darin sahen, das „Neue“ aus der Tradition heraus zu entwickeln und konsequent nach neuen Mitteln und Wegen zu suchen, die die überkommene klassisch-romantische Ästhetik vollständig zu ersetzen in der Lage wären.
Der gezielte Bruch mit der Tradition ist das markanteste Merkmal dieser Übergangsphase. Der Erneuerungswille erfasst dabei nach und nach sämtliche Stilmittel (Harmonik, Melodik, Rhythmik, Dynamik, Form, Orchestrierung usw.). Die neuen musikalischen Stile der Jahrhundertwende stehen jedoch noch deutlich im Traditionszusammenhang des 19. Jh. Der frühe Expressionismus beerbt die Romantik und steigert deren (psychologisierten) Ausdruckswillen, der Impressionismus verfeinert die Klangfarben usw. Aber schon bald werden auch diejenigen Parameter berücksichtigt und für musikalische Experimente genutzt, die bisher nur marginale Bedeutung hatten, wie der Rhythmus, oder aber – als bedeutendes Novum – der Einbezug von Geräuschen als musikalisch formbares Material. Die fortschreitende Technisierung der urbanen Lebensumstände fand im Futurismus ihren Niederschlag. Signifikant ist weiterhin das gleichberechtigte Nebeneinander sehr unterschiedlicher Verfahrensweisen im Umgang mit und im Verhältnis zur Tradition. Auf jeden Fall lässt sich die „Neue Musik“ nicht als übergeordneter Stil begreifen, sondern kann nur anhand einzelner Komponisten oder sogar einzelner Werke in den verschiedenen Stilen ausgemacht werden.
Das „Neue“ wurde zunächst weder kommentarlos hingenommen, noch von der Mehrheit des Publikums begrüßt. Die Uraufführung besonders avancierter Stücke führte regelmäßig zu heftigsten Reaktionen seitens des Publikums, die in ihrer Drastik eher befremdlich wirken. Die lebhaften Beschreibungen verschiedener legendärer Skandalaufführungen (z. B. Richard Strauss’ Salome 1905, Strawinskis Le sacre du printemps 1913) mit Handgemenge, Schlüsselpfeifen, Polizeieinsatz, wie das journalistische Echo mit unverhohlener Polemik und derben Diffamierungen bezeugen den schweren Stand, den die „Neutöner“ von Anfang an hatten. Immerhin scheint die „Neue Musik“ in diesem frühen Stadium noch auf ein erstaunlich hohes öffentliches Interesse gestoßen zu sein. Mit zunehmender Akzeptanz des Publikums stellte sich jedoch auch eine gewisse („skandalöse“) Erwartungshaltung ein. Daraus wiederum resultiert ein diskreter Zwang zu Originalität, Modernität und Neuigkeit, der die Gefahr der modischen Verflachungen und routinierten Wiederholung in sich birgt.
Die Komponisten der Neuen Musik haben es weder sich noch ihren Zuhörern und Interpreten leichtgemacht. Unabhängig von der Art ihrer musikalischen Experimente scheinen sie schnell festgestellt zu haben, dass das Publikum ihren mitunter sehr anspruchsvollen Schöpfungen hilf- und verständnislos gegenüberstand. Das war für viele umso enttäuschender, da es sich ja um eben dasselbe Publikum handelte, das den Meistern der klassisch-romantischen Tradition, als deren legitime Erben man sich verstand, einhelligen Beifall zollte. Man erkannte in der Folge den Erklärungsbedarf des Neuen. Viele Komponisten bemühten sich daher, den zum Verständnis ihrer Werke theoretischen und ästhetischen Unterbau gleich mitzuliefern. In besonderer Weise ist das musikwissenschaftliche und musiktheoretische Schrifttum, etwa Schönbergs oder aber Busonis visionärer Entwurf einer neuen Ästhetik der Tonkunst (1906) von großem Einfluss auf die Entwicklung der Neuen Musik. Ebenfalls bemerkenswert ist in diesem Zusammenhang der von Kandinsky und Marc herausgegebene Almanach Der Blaue Reiter (1912), der unter anderem einen Aufsatz über Die freie Musik des russischen Futuristen Nikolai Kulbin enthält. Diese Bereitschaft zur intellektuellen und handwerklichen Auseinandersetzung mit den ungelösten Problemen der Tradition, wie die mitunter unbeugsame Haltung in der Verfolgung der gesteckten kompositorischen Ziele und Versuchsanordnungen sind weitere charakteristische Merkmale der Neuen Musik.
Der unter diesen Voraussetzungen entstehende Stilpluralismus setzt sich bis in die Gegenwart fort. Insofern taugt der Terminus „Neue Musik“ weder als Epochen-, noch als Stilbezeichnung. Vielmehr besitzt er eine qualitative Konnotation, die mit dem Maß der Originalität (im Sinn von neuartig oder unerhört) der Herstellungsmethode, wie des Endergebnisses zusammenhängt. Expressionismus und Impressionismus, aber auch Stilrichtungen der bildenden Kunst wie Futurismus und Dadaismus bieten ästhetische Grundlagen, auf denen Neue Musik entstehen kann. Vielleicht kann man am ehesten diejenigen Komponisten und Werke, die sich im Verlauf des vergangenen Jahrhunderts dann als „Klassiker der Moderne“ im Konzertbetrieb haben etablieren können und deren Neuerungen in den Kanon der Kompositionstechniken Eingang gefunden haben, unter der Überschrift „Neue Musik“ zu verstehen suchen: Also neben Arnold Schönberg und Anton Webern noch Igor Strawinski, Béla Bartók und Paul Hindemith. Die Darstellung und Beurteilung der historischen Entwicklung auf der Basis einer angenommenen „Rivalität“ zwischen Schönberg und Strawinski ist ein Konstrukt, das auf Theodor W. Adorno zurückzuführen ist. Eine deutliche Zäsur stellt der Zweite Weltkrieg dar. Viele der frühen stilistischen, formalen und ästhetischen Experimente der Neuen Musik gehen dann in den Kanon des kompositorischen Handwerkszeugs über, der ab der Jahrhundertmitte gelehrt und an eine junge Generation von Komponisten (wiederum) neuer Musik weitergegeben wurde. In dieser Hinsicht sind auch die technischen Innovationen der Schallaufzeichnung und Rundfunktechnik ursächlich mit der Neuen Musik verbunden. Zunächst einmal haben sie maßgeblich zur Popularisierung der Musik beigetragen und auch einen Wandel der Publikumsstruktur bewirkt. Weiterhin gewährten sie – zum ersten Mal in der Musikgeschichte – einen Einblick in die Interpretationsgeschichte alter wie neuer Musik. Sie ermöglichten letztlich die (technisch reproduzierte) Gegenwart jeglicher Musik. Außerdem ist diese Technik selbst ein Novum, deren musikalisches Potential von Anfang an systematisch erforscht und von Komponisten in entsprechenden kompositorischen Experimenten genutzt wurde.

### Moderne (1900–1933)

#### Impressionismus oder: Debussy – Ravel – Dukas
Impressionismus ist die Übertragung des Begriffs aus der bildenden Kunst auf eine Musik von etwa 1890 bis zum Ersten Weltkrieg, in der klangliche „Atmosphäre“ dominiert und farbliche Eigenwertigkeit betont ist. Sie unterscheidet sich von der gleichzeitig stattfindenden Spätromantik mit ihrer schwerlastenden Überladenheit durch mediterrane Leichtigkeit und Beweglichkeit (was spukhafte oder schattenhafte Stimmungen nicht ausschließt) und durch die Vermeidung komplexer Kontrapunktik und exzessiver Chromatik zugunsten sensibler Klangfarbengestaltung insbesondere bei der Orchesterinstrumentation. Zentrum dieser Strömung ist Frankreich, die Hauptvertreter sind Claude Debussy, Maurice Ravel (der allerdings auch viele Werke komponierte, die nicht als impressionistisch bezeichnet werden können) und Paul Dukas.
Das Moment der Farbe, die Freiheit in der Form und einen Hang zum Exotismus haben die musikalischen Werke mit denen der Malerei gemeinsam. Durch die Pariser Weltausstellung von 1889 lernte Claude Debussy das Klangbild javanischer Gamelan-Ensembles, das ihn stark beeinflusste, ebenso wie die Chinoiserien seiner Zeit. Neben der Verwendung von Pentatonik (etwa in Préludes I, Les collines d’Anacapri) und Ganztonskalen (z. B. in Préludes I, Voiles) verwendet Debussy von der damaligen Salonmusik (bspw. Préludes I, Minstrels) und der frühen Jazzmusik entlehnte Harmonik (so in Children’s Corner und Golliwogg’s Cakewalk). Ähnlich wie Ravel liebte Debussy das Kolorit der spanischen Tanzmusik.
Dass manche Werke Debussys, die den Charakteristika des Impressionismus genügen, aus guten Gründen auch dem Art nouveau, dem Jugendstil oder dem Symbolismus zugerechnet werden können, zeigt nur, dass die bildnerisch/literarischen Parallelen zwar manche gemeinsamen Stil-Merkmale tragen, daraus aber keine eindeutige Stil-Zuordnung abgeleitet werden kann.
Die Charakteristika impressionistischer Musik sind:
- Melodik: durch Pentatonik, Kirchentonarten, Ganztonleitern und exotische Skalen gefärbt; sind in ihrer Kerngestalt eng auf die Akkordik bezogen; oft weitschweifend, mäandernd, ohne deutliche Binnengliederung.
- Harmonik: Auflösung der Kadenz als strukturbildendes Merkmal; Verschleierung der Tonalität; Übergang zu Bitonalität und Polytonalität. Wandel in der Einstellung zur Dissonanz: kein Zwang mehr zur Auflösung von dissonanten Akkorden. Vorliebe für alterierte Akkorde; Schichtung von Akkorden (Dominante und Tonika gleichzeitig) in Terzen bis zur Undezime; Quarten- und Quintenschichtungen.
- Rhythmik: Tendenz zur Taktverschleierung bis hin zur Aufhebung von Taktschemata; Metrik wird unwichtig, Akzente werden frei gesetzt; häufiger Taktwechsel, häufige Synkopen.
- Instrumentation: Differenzierung von Farbnuancen; Suche nach neuen Klangwirkungen mit Vorliebe zu Verschmelzungsklängen; flirrende, schillernde, verschwimmende Klangflächen mit reicher innerer Bewegung. Setzungen von Klangtupfen (Pointillismus). Vorliebe für Harfe. Differenzierte Pedalwirkungen in der Klaviermusik. Vielfach wird bereits Arnold Schönbergs Idee einer Klangfarbenmelodie realisiert.
- Form: Auflockerung und Verlassen traditioneller Formen; keine starren Formschemata. Oft zwei- oder mehrmalige Wiederholung einer Phrase.

Berühmt geworden sind die Werke:
- Debussy: Prélude à l’après-midi d’un faune für Orchester (1892–94)
- Debussy: Pelléas et Mélisande, lyrisches Drama in fünf Aufzügen und zwölf Bildern mit Orchester nach einem Text von Maurice Maeterlinck (1893–1902)
- Dukas: L’Apprenti sorcier (Der Zauberlehrling) für Orchester (1897)
- Ravel: Pavane pour une infante défunte (für Klavier 1899; Orchesterfassung 1910)
- Ravel: Jeux d’eau für Klavier (1901)
- Debussy: Pour le piano (1901–02)
- Debussy: La Mer für Orchester (1903–05)
- Ravel: Daphnis et Chloé, Ballettmusik für Orchester (1909–1912)
- Debussy: Préludes – Livre I (1909–10) und Préludes – Livre II für Klavier (1910–12)

#### Wiener Schule oder: Schönberg – Webern – Berg

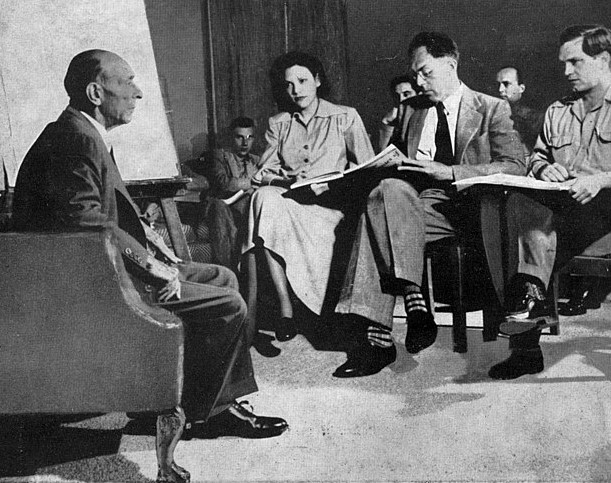
Arnold Schönberg mit Schülern; das Foto entstand zwischen 1944 und 1948

Die sogenannte Wiener Schule, die seit 1904 als solche betrachtet und seltener auch Zweite oder Neue Wiener Schule oder Wiener atonale Schule genannt wird, bezeichnet den Kreis der Wiener Komponisten mit Arnold Schönberg und seinen Schülern Anton Webern und Alban Berg als Zentrum. Durch die starke Anziehungskraft Schönbergs als Lehrer, der Schüler aus vielen Ländern anzog, und durch seine Lehrtätigkeit in wechselnden Städten übertrug sich der Begriff von der Bezeichnung einer „Schule“ auf den Stil, den diese Schule hervorgebracht hat. Der Begriff wird verengt meist auf Kompositionen, die in Zwölftontechnik gearbeitet sind, angewendet.
Die Komponisten der Wiener Schule waren, wenn auch nicht ausschließlich, mit dem Hauptwerk Verklärte Nacht Op. 4, einem Streichsextett Schönbergs von 1899, stilbildend für die Spätromantik. Dem zur Seite steht Weberns Klavierquintett (1907), das allerdings keine Wirkungsgeschichte entfaltete, da es erst 1953 publiziert wurde. Auch die Jugendlieder Alban Bergs gehören zu diesem Korpus.
Stilprägend wirkte die Schule auf den sogenannten musikalischen Expressionismus, dem sich manche – meist Frühwerke – anderer Komponisten beigesellen.
Unter dem Stichwort Atonalität, das weniger einen Stil, als eine nachträglich so bezeichnete Kompositionstechnik bezeichnet, ist die Wiener Schule „federführend“. Die kompositorische Entwicklung führt dann weiter zur Zwölftontechnik, die ebenfalls eine Kompositionstechnik und nicht einen Stil bezeichnet.
Es darf nicht übersehen werden, dass Schönberg und Berg auch eine Reihe von Schnittmengen zum Neoklassizismus – hauptsächlich auf der Ebene der Form und weniger in Bezug auf Tonsatz und übernommene Stilelemente – entwickelten.

#### Expressionismus

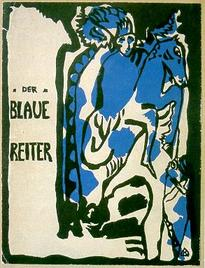
Arnold Schönberg trug neben Texten und Bildern die Komposition Herzgewächse zum Almanach Der Blaue Reiter als Musikbeilage bei. Alban Berg vertonte Aus dem Glühenden von Alfred Mombert und Anton von Webern Stefan Georges Ihr tratet zu dem Herde. Der russische Komponist Thomas von Hartmann schrieb den Beitrag Über die Anarchie in der Musik.

Der Expressionismus in der Musik wurde im direkten Kontakt mit den gleichnamigen Strömungen der Bildenden Kunst (Die Brücke, Dresden 1905; Der Blaue Reiter, München 1909; Galerie Der Sturm, Berlin 1910) und der Literatur (Trakl, Heym, Stramm, Benn, Wildgans, Wedekind, Toller u. a.) ab etwa 1906 entwickelt. Als Stil ist er um 1925 abgeschlossen, die musikalischen Charakteristika und viele der expressiven Gesten haben aber bis zur Gegenwart Bestand.
Hauptvertreter sind die Komponisten der Wiener Schule: Arnold Schönberg, Anton Webern und Alban Berg sowie, vor anderem ideengeschichtlichem Hintergrund, Alexander Nikolajewitsch Skrjabin.
Die Komponisten haben nach einer subjektiven Unmittelbarkeit des Ausdrucks gesucht, die möglichst direkt aus dem menschlichen Seelenleben geschöpft werden sollte. Dazu war ein Bruch mit der Tradition, mit der traditionellen Ästhetik und den bisherigen, abgegriffenen Ausdrucksformen unumgänglich.
Stilistisch ist insbesondere die veränderte Funktion der Dissonanzen auffällig, die gleichberechtigt neben Konsonanzen treten und nicht mehr aufgelöst werden – was auch „Emanzipation der Dissonanz“ genannt wurde. Das tonale System ist weitestgehend aufgelöst und zur Atonalität erweitert. Zu den musikalischen Charakteristika gehören: extreme Tonlagen, extreme dynamische Gegensätze (vom Flüstern bis zum Schreien, vom pppp bis zum ffff), zerklüftete Melodielinien mit weiten Sprüngen; metrisch ungebundene, freie Rhythmik und neuartige Instrumentation. Form: asymmetrischer Periodenbau; rasche Folge an kontrastierenden Momenten; oft sehr kurze „aphoristische“ Stücke.
Rudolf Stephan: „Die expressionistische Kunst wurde, wo und in welcher Gestalt auch immer sie zuerst auftrat, befremdete, heftig abgelehnt und publizistisch bekämpft, von Einzelnen jedoch auch begeistert begrüßt. Sie hatte das traditionelle Kunstideal, ‚schön‘ zu sein zugunsten eines (behaupteten) Wahrheitsanspruchs aufgegeben; sie war wohl nicht selten sogar absichtsvoll ‚häßlich‘. Sie war also die erste vorsätzliche ‚Nicht-mehr-Schöne Kunst‘.“
Hauptwerke:
- Skrjabin: Le Poème de l’Extase op. 54 für Orchester (1905–1908)
- Webern: Fünf Sätze für Streichquartett op. 5 (1909)
- Webern: Sechs Stücke für großes Orchester op. 6 (1909)
- Schönberg: Drei Klavierstücke op. 11 (1909)
- Schönberg: Fünf Orchesterstücke op. 16 (1909, revidiert 1922)
- Schönberg: Erwartung op. 17, Monodram (1909, erst 1924 aufgeführt)
- Schönberg: Sechs kleine Klavierstücke op. 19 (1911)
- Webern: Fünf Stücke für Orchester op. 10 (1911)
- Schönberg: Pierrot Lunaire op. 21 für eine Sprechstimme und Ensemble (1912)
- Berg: Fünf Orchesterlieder nach Gedichten von Peter Altenberg op. 4 (1912)
- Strawinski: Le sacre du printemps (1913)
- Berg: Drei Orchesterstücke op. 6 (1914)
- Skrjabin: Vers la flamme, poème op. 72 für Klavier (1914)
- Webern: Lieder für Stimme und Ensembles opp. 14–18 (1917–1925)
- Berg: Wozzeck op. 7, Oper (1917–1922, Uraufführung 1925)
- Bartók: Der wunderbare Mandarin für Orchester (1918–1923, rev. 1924 und 1926–31)

#### Atonalität
Der Begriff „atonal“ kommt um 1900 im musiktheoretischen Schrifttum auf und wanderte von da in den musikjournalistischen Gebrauch ein – meist ablehnend-kämpferisch gebraucht. Meist wird darunter eine Musik mit einer Harmonik bezeichnet, die keine verbindlichen Tonarten oder Bezüge auf einen Grundton, also zur Tonalität etabliert. „Atonalität“ ist, auch wenn er oft so verwendet wird, kein Stilbegriff, sondern gehört dem Bereich der Kompositionstechniken an, die atonal geschriebenen Werke gehören überwiegend dem Expressionismus an. Neben den dort genannten Hauptwerken wurden, insbesondere für die Übergangsphase von erweiterter Tonalität zur Atonalität, wichtig:
- Schönberg: Kammersymphonie Nr. 1 op. 9 (1906)
- Schönberg: Streichquartett Nr. 2 op. 10 (1907–08), trägt zwar noch die Tonarten-Bezeichnung fis-moll, ist aber, besonders in den beiden Gesangs-Sätzen (Sopran) „Litanei“ und „Entrückung“, bereits freitonal.
- Schönberg: Das Buch der hängenden Gärten op. 15, 15 Gedichte von Stefan George für eine Singstimme und Klavier (1908–1909)

### Bruch durch Faschismus oder: Der Zweite Weltkrieg
Während der Zeit des Nationalsozialismus wurden die meisten Formen der Neuen Musik, ebenso wie Jazzmusik, als „entartet“ bezeichnet und ihre Aufführung und Verbreitung verboten oder unterdrückt. Die Ausstellung „Entartete Musik“ anlässlich der Reichsmusiktage 1938 in Düsseldorf prangerte das Schaffen von Komponisten wie Paul Hindemith, Arnold Schönberg, Alban Berg, Kurt Weill und anderer sowie sämtlicher jüdischer Komponisten an. Gefördert wurde stattdessen im Sinne der NS-Kulturpolitik die harmlose Unterhaltungs- und Gebrauchsmusik wie Operette, Tanz- und Marschmusik, besonders der Volksmusik, die in die Propaganda einbezogen wurden. Zahlreiche Komponisten und Musiker wurden – häufig wegen ihrer jüdischen Herkunft –, von den Nationalsozialisten verfolgt oder ermordet. Viele gingen ins Exil. Denen, die in Deutschland blieben, wurde zum Teil ein „inneres Exil“ zugeschrieben.
Eine wichtige Quelle über die Stellung der Neuen Musik in der Zeit des Nationalsozialismus bildete die kommentierte Rekonstruktion der oben genannten Ausstellung „Entartete Musik“, die ab 1988 zunächst in Frankfurt gezeigt wurde, womit eine Aufarbeitung dieses Themas allmählich begann.

### Die Institutionalisierung und der musikalische Neuanfang nach 1945

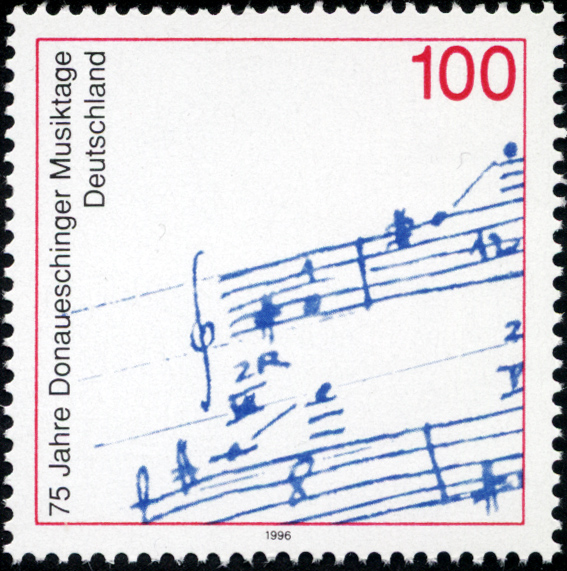
Briefmarke zu den Donaueschinger Musiktagen aus dem Jahr 1996, die die Notation Neuer Musik beispielhaft zeigt

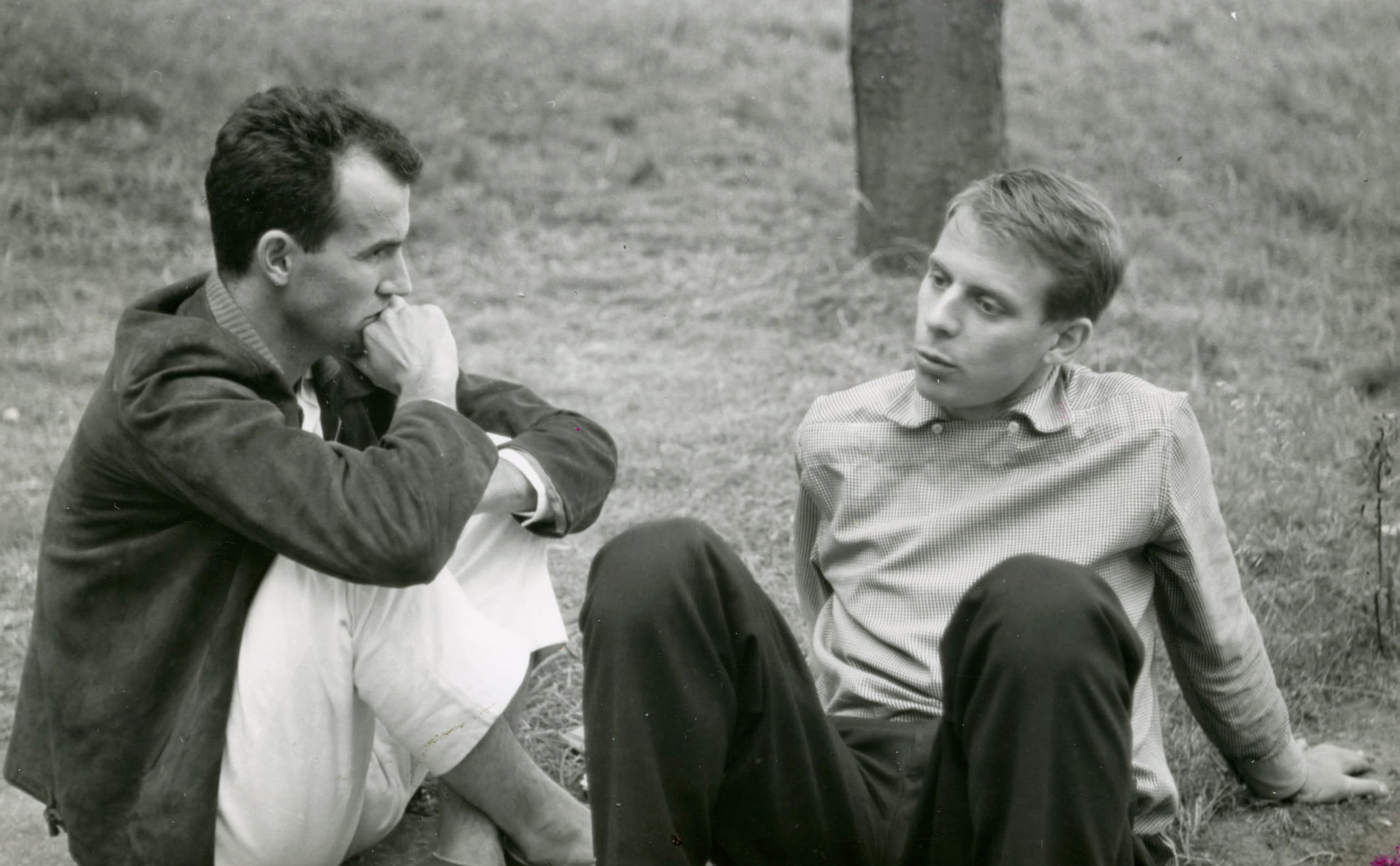
Luigi Nono und Karlheinz Stockhausen im Gespräch 1957 auf den Darmstädter Ferienkursen

Die harsche Ablehnung der Neuen Musik durch das Konzertpublikum, die in einer Reihe spektakulärer Uraufführungsskandale in die Geschichte eingegangen ist, hat die literarische Auseinandersetzung mit der Neuen Musik wesentlich befördert. So haben zunächst die Kritiker der einschlägigen Blätter ihre Positionen bezogen, aber auch die Komponisten sahen sich verstärkt aufgefordert, sich zu ihren Schöpfungen zu äußern, oder sich für die Werke ihrer Kollegen ins Mittel zu setzen. Parallel dazu entstand ein immer umfänglicheres Musikschrifttum, das auch die philosophischen, soziologischen und historischen Dimensionen der Neuen Musik zu beschreiben suchte. Eine weitere Folgeerscheinung ist die Schaffung von spezialisierten Foren für die Aufführung der Neuen Musik. Schönbergs „Verein für musikalische Privataufführungen“ (1918) ist ein früher konsequenter Schritt, der die „Neue Musik“ jedoch langsam aus dem Gesichtsfeld des (quantitativ großen) Konzertpublikums entfernt und sie zu einer Angelegenheit von Spezialisten für Spezialisten werden lässt. Die Einrichtung regelmäßig stattfindender Konzertveranstaltungen, wie die „Donaueschinger Musiktage“ und die Gründung von Gesellschaften für Neue Musik sind eine weitere Reaktion auf die signifikant veränderte soziologische Situation, in der die Komponisten Neuer Musik und ihr Publikum sich befanden. Die durch die Katastrophe des Zweiten Weltkrieges bewirkte Zäsur in der Entwicklung der Neuen Musik wird durch die fortschreitende Institutionalisierung des Musiklebens nach 1945 zu kompensieren versucht. Der bewusste Neuanfang der wiedereröffneten oder neugegründeten Musikhochschulen versuchte, den roten Faden der unterbrochenen Entwicklung wieder aufzugreifen. Durch die Gründungen der öffentlich-rechtlichen Rundfunkanstalten bekommen die Komponisten ein neues Forum für ihre Werke, und durch die Vergabe von Kompositionsaufträgen wird zusätzlich deren Produktion angeregt.
Nach dem Ende des Zweiten Weltkrieges werden die Internationalen Ferienkurse für Neue Musik, die alle zwei Jahre vom Internationalen Musikinstitut Darmstadt veranstaltet werden, zu der in Deutschland einflussreichsten internationalen Veranstaltung Neuer Musik. Herrschend waren dort Kompositionstechniken der seriellen Musik. Leitfigur wird Anton Webern. Olivier Messiaen, der in seinen Werken u. a. musikalische Techniken außereuropäischer Musikkulturen, aber auch Methoden der seriellen Musik verwendet, ist Lehrer einiger der Komponisten, die dort am meisten Aufsehen erregen.
Unter ihnen sind:
- Pierre Boulez (auch Tätigkeit als Dirigent Neuer Musik)
- Karlheinz Stockhausen (u. a. Komponist elektronischer Musik und Tätigkeit am Studio für elektronische Musik in Köln)
- Luciano Berio
- Mauricio Kagel experimentelles Musiktheater.
- Iannis Xenakis

(Wichtig ist in diesem Zusammenhang das Institut für Neue Musik und Musikerziehung (INMM) Darmstadt mit seiner jährlichen Frühjahrstagung und das Darmstädter Internationale Musikinstitut (IMD), das über ein umfangreiches Archiv seltener Aufnahmen verfügt, besonders auch von früheren Veranstaltungen der Internationalen Ferienkurse für Neue Musik. Die Aufnahmen stehen auf diversen Medien zur Verfügung; seit mindestens 1986 auch auf digitalen Medien.)
Während in der Vorkriegszeit die Hauptimpulse zur Entwicklung Neuer Musik aus Mitteleuropa, vornehmlich dem deutschsprachigen Raum, kamen und andere Avantgardisten, z. B. in den USA Charles Ives, wenig Beachtung fanden, wurde nun die Entwicklung zunehmend internationaler. Traditionell starke Musikländer, wie Frankreich (mit Olivier Messiaen, Pierre Boulez und Iannis Xenakis), Italien (Luciano Berio, Luigi Nono) lieferten wichtige Beiträge, andere, wie Polen (Witold Lutosławski, Krzysztof Penderecki) oder die Schweiz mit Heinz Holliger und Jacques Wildberger, kamen hinzu. In den USA war der Kreis um John Cage und Morton Feldman für Europa bedeutend. Nicht untypisch für die Nachkriegsentwicklung in Deutschland war, dass die emigrierten Musiker nur wenig beitragen konnten, sondern eher der „Nachwuchs“ (besonders Karlheinz Stockhausen) prägend wurde – mit erheblicher Unterstützung z. B. aus Frankreich: Messiaen war als Lehrer von Stockhausen und Boulez ein Stammgast der Internationalen Ferienkurse in Darmstadt. In diesem Sinne mag die Musik sogar mitgeholfen haben beim Friedensprozess der Nachkriegszeit. Nicht zuletzt fanden einige wichtige Vertreter der Neuen Musik den Weg von anderswo an ihre Wirkungsstätten in Deutschland, so aus Ungarn György Ligeti, aus Korea Isang Yun und aus Argentinien Mauricio Kagel.

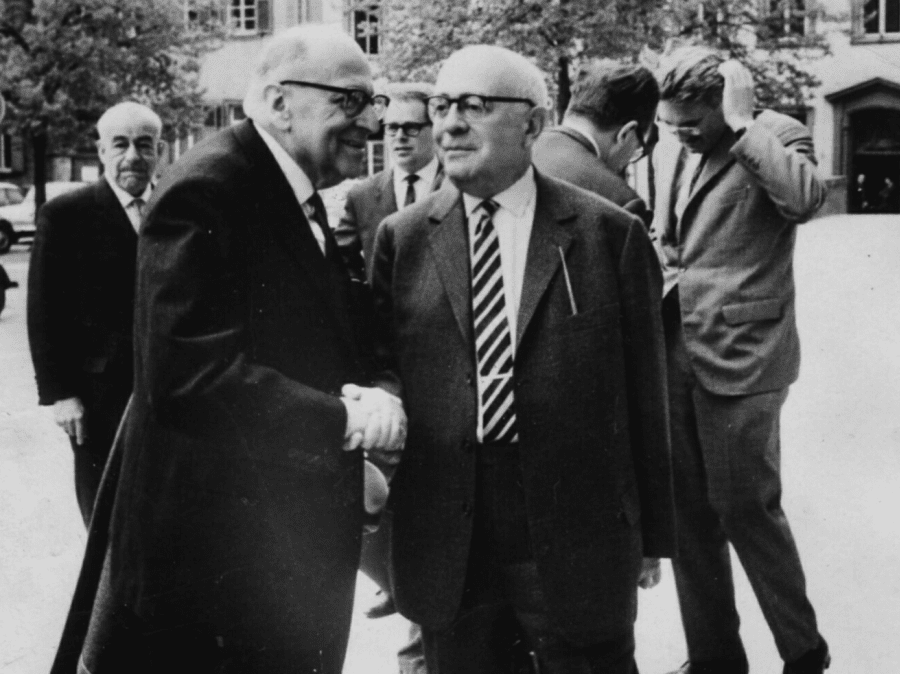
Theodor Adorno (rechts) mit Max Horkheimer

Als bedeutendster (wenngleich umstrittener) Theoretiker der Neuen Musik im deutschsprachigen Raum gilt Theodor W. Adorno (1903–1969), ein Schüler von Alban Berg. In seiner 1949 erschienenen Philosophie der neuen Musik plädiert Adorno für Schönbergs atonale Kompositionsweise und setzt diese dem als Rückfall in bereits veraltete Kompositionstechnik betrachteten neoklassizistischen Stil Strawinskis entgegen. Die atonale Revolution um 1910 durch Schönberg bedeutet für Adorno die Befreiung der Musik vom Zwang der Tonalität und damit die ungehinderte Entfaltung des musikalischen Ausdrucks qua freier Atonalität mit dem vollen Triebleben der Klänge. An Adornos Denken knüpfte im deutschen Sprachraum dann u. a. Heinz-Klaus Metzger an.
Einen ersten Einschnitt bildete die Zeit um 1950. Der Kritiker Karl Schumann resümiert, das Wirtschaftswunder habe auch zu einem Kulturwunder geführt. Ab den 1950er Jahren treten verschiedene Entwicklungen ein.

#### Serialismus
Serialismus bedeutet die Ausdehnung der Reihentechnik über die Tonhöhenorganisation hinaus, die „Vorordnung des musikalischen Materials nach einzelnen Parametern“. Am Beginn steht der amerikanische Schönbergschüler Milton Babbitt ab den Three Compositions for Piano (1947), für deren Konstruktion Notenwerte durch Zahlen ersetzt werden, sodass die Umkehrung bei Tonhöhen durch 12-x realisierbar ist, was somit auch auf die Dauern angewendet werden kann, die sich dem Konzept der Spiegelung um die horizontale Achse ohne diesen Formalisierungsakt verwehren würden.
Gleichzeitig empfand in Paris der junge Komponist Pierre Boulez Ungenügen an Schönbergs Zwölftönigkeit in traditionellem, „tonalem“ rhythmischen Gewand: In der Sonatina für Flöte und Klavier (1946) und den ersten beiden Klaviersonaten (1946–48) wird der metrisch gegliederte Fluss der Zeit unter Einfluss von außereuropäischen musikalischen Eindrücken gesprengt, Tonhöhen und Rhythmen werden als separate Parameter behandelt und teilen die Unterwerfung unter die Regel der Instabilität und Nicht-Wiederholung.
1949 stellte Olivier Messiaen in seinem Vorwort der Klavieretüde Mode de valeurs et d’intensités die Organisation der Modi vor mit 36 registermäßig festgelegten Tonhöhen, die an 24 Dauernwerte, 12 Anschlagsarten und 7 Lautstärkestufen gekoppelt sind. In Unkenntnis des amerikanischen Vorstoßes wurde dieses Werk zum Ausgangspunkt des europäischen, in Darmstadt diskutierten Serialismus. Den Beginn machte der Belgier Karel Goeyvaerts mit seiner zudem von Weberns Symmetriebildungen in den Bausteinen wie im Großformalen beeinflussten Sonate für zwei Klaviere (1950/51). Für dieselbe Besetzung schrieb Boulez die Structures I (1951/52), die oft als Musterbeispiel für die punktuelle Phase des Serialismus herangezogen werden, in der die Reihen oftmals Ton für Ton fortschreiten und somit einen Eindruck isolierter Klangereignisse erzeugen. Luigi Nono übertrug den punktuellen Habitus auf den Vokalsatz, was eine „Besinnung auf die Eigenwerte der einzelnen Sprachbausteine“ mit sich brachte. Im groß besetzten Werk Il canto sospeso gelang es ihm dabei, Abschiedsworte von zum Tode Verurteilten zu vertonen, ohne der Kritik der Unangemessenheit traditioneller Ausdrucksmittel ausgesetzt zu werden.
Die völlige Determination stieß allerdings – auch abseits der Spielbarkeit – auf Grenzen: Die Determination der Detailstruktur führte zu einem zufälligen Formverlauf, ebenso bedingte eine festgelegte Großform, dass die serielle Konsequenz der Detailstruktur aufgebrochen werden musste. Auf die punktuelle Phase folgte eine serielle Organisation von Tongruppen, zum Ausdruck gebracht im Werktitel Gruppen für drei Orchester (1955–57) von Karlheinz Stockhausen. Im Gegensatz zur Zwölftonmusik, in der die Reihe in Hinblick auf Melodik und Harmonik der neuen Komposition entworfen wurde, standen im Serialismus beim Entwurf des „Automaten“ Überlegungen zu Strukturen im Zentrum: Veränderung von Dichtegraden, Bewegungsrichtungen, Zusammenhänge zwischen den Parametern. Bei der Komposition sollten Kriterien aus der inneren Notwendigkeit des jeweiligen kompositorischen Vorhabens abgeleitet werden. Die Folge der Werke zeichnet bei Stockhausen den „Prozeß einer kompositorischen Problemgeschichte nach Maßgabe einer ‚Wissenschaftsgeschichte‘“ nach.
Neben der Auflösung der seriellen Organisation in der Detailstruktur steht bei Jean Barraqué ein freierer Umgang mit Permutationstechniken, bei denen aus mehreren Reihen fortschreitend andere gewonnen werden, was zum Eindruck einer turbulenten Selbsterneuerung der Musik beiträgt. Allmählich wurde dem Zufallscharakter Rechnung getragen, indem Entscheidungen an die Ausführenden delegiert wurden, eine zuvor in Amerika abseits des Serialismus mit großer Konsequenz entwickelte Strategie.

#### Aleatorik und musikalische Graphik
1949 stand Boulez in regem Austausch mit dem amerikanischen Schönbergschüler John Cage, der Klänge, Geräusche und Stille rhythmisch durch fixe Proportionen organisierte mit Bezügen zu indischer und balinesischer Musik und dabei komplexe Klänge nicht mit harmonischer Funktion auffasste, sondern als unabhängige Erscheinungen, als Analogon zur rhythmischen Zelle. Cage schrieb einige Werke für das durch diverse Gegenstände nach genauer Vorschrift präparierte Klavier, bei dem die „‚melodische‘ Bewegung auf den Tasten“ ein unbeabsichtigtes klangliches Resultat isolierter Farben mit eigenen Rhythmen generiert. Die Beschäftigung mit dem Zen-Buddhismus führte ihn zum Ideal der Entsubjektivierung. Cage trat nun kompositorische Detailentscheidungen an Zufallsoperationen ab, bevorzugt verwendete er dabei das I Ging. In Folge trat an die Stelle der klassischen Partitur die Anleitung, wie das Konzept des Komponisten realisiert werden müsse, wobei die Umsetzung der aus der Intention des Komponisten ausgelagerten Entscheidungen dem Interpreten übergeben wurde. Die Nicht-Intentionalität konnte dabei nicht nur Entscheidungen über Tonhöhen oder -dauern betreffen, sondern auch größere Einheiten, etwa werden in Imaginary Landscape No. 4 (1951) Regeln für das Bedienen von Radios aufgestellt, wobei aber der gesendete Inhalt unberechenbar bleibt. In 4′33″ (1952) muss der Interpret die Dauern dreier Sätze anzeigen, deren Gesamtdauer dem Werktitel entspricht, darf jedoch selbst keine intendierten Klänge hervorbringen, sodass die Umgebungsgeräusche oder -klänge die gesamte Klanglichkeit einer Aufführung ausmachen.
Viele Partituren von Cage und zahlreichen von ihm beeinflussten Komponisten verwenden diverse graphische Elemente, sodass sich der Ausdruck musikalische Graphik etabliert hat, oft in engem Zusammenhang mit der Freisetzung von Zufälligkeiten, für die der Begriff Aleatorik (von alea=Würfel) üblich ist. Gegenüber den konsequenten Konzepten Cages steht ein breites Spektrum von Aneignungen. Das mit unterschiedlich dicken Strichen und gefüllten Rechtecken versehene Blatt December 1952 von Earle Brown verzichtet auf eine Anleitung und setzt somit dem Geschmack des Interpreten im Gegensatz zur intendierten Nicht-Intentionalität bei Cage freien Lauf. Den optische Reiz teilt dieses Bild mit den musikalischen Graphiken von Sylvano Bussotti, die jedoch die musikalischen Verläufe in der Regel recht genau vorschreiben. Die „Grade der Übereinstimmungen und Divergenzen“ verschiedener Aufführungen machen insbesondere bei den Werken von Roman Haubenstock-Ramati einen Reiz der Werke aus. Christian Wolff räumte den Musikern „parlamentarische Partizipation“ an den Entscheidungen ein. Das Publikum kann mitunter Entscheidungen treffen, so in der Oper Votre Faust (1960–68) von Henri Pousseur sogar in Bezug auf den Handlungsverlauf. Pousseur nannte das Verfahren, bei dem die Variabilität allerdings genau festgelegte Bestandteile verwendet, „‚mobile‘ Kunst“.

#### Tonbandmusik: Musique concrète und Elektronische Musik
Die Anfänge der Tonbandmusik um 1950 sind geprägt vom Gegensatz von „stil- und materialpluralistischen Collageprinzipien der Musique concrète und der aus serieller Vereinheitlichung erwachsenden Rationalität der Elektronischen Musik“. Pierre Schaeffer strebte die „Eliminierung von Klangkontext aus dem Bewußtsein“ an zu Gunsten der musikalischen Qualitäten aufgenommener, „konkreter“ Klänge, wobei „concrète“ auch auf den im Französischen gleich benannten Baustoff Beton verweisen könnte, der zu jener Zeit die Architektur revolutionierte. Schaeffer entwickelte einen am Solfège orientierten Gehörbildungs-Unterricht im Sinne einer Theorie der Wahrnehmung. Die kompositorische Arbeit gestaltete sich eher improvisatorisch, Bänder wurden rückwärts abgespielt, Abspielgeschwindigkeiten manipuliert, wodurch Tempo, Tonhöhe und Timbre geändert wurden, Klänge wurden isoliert und überlagert. Neben Schaeffer als theoretischem Kopf und Pionier mit den Cinq études de bruits (1948) sind als zum Teil mit ihm zusammenarbeitende Komponisten Pierre Henry und Luc Ferrari zu nennen. 1952 entstand von Vladimir Ussachevski und Otto Luening eine amerikanische Variante, welche die „surrealistischen“ Klangtransformationen bevorzugt auf Aufnahmen von Instrumentalklängen anwandte. Die Erfahrung einer Aufführung ihrer Werke gab den Anstoß zur Gründung eines Studios in Mailand durch die Komponisten Luciano Berio und Bruno Maderna, einem weiteren Anziehungspunkt für experimentelle Komponisten in Europa neben den Studios in Paris und Köln.
In Köln wurden die Möglichkeiten der Tonbandkomposition gleich in der ersten Phase seriellen Komponierens ins Auge gefasst, einerseits, um der Problematik der mangelnden Präzision einer Interpretation auf herkömmlichen Instrumenten zu entkommen, andererseits, da sich unter der Prämisse, dass jeder Klang als Summe von verschieden starken Frequenzbestandteilen denkbar ist, die Klangfarbe ebenfalls der reihentechnischen Organisation durch Verwendung von Sinuston-Schichtungen unterwerfen ließ. Dabei trat allerdings das konzeptuelle Problem auf, dass die Struktur, sobald sie nicht mehr als Sinuston-Polyphonie aufgefasst wird, sondern als bewegliche Klangfarbe, sich dem Hörer entzieht. Für die konsequent aus Tongemischen von je fünf Sinustönen seriell konstruierte Studie II (1954) fertigte Stockhausen eine Partitur an, die sowohl als Anleitung für die Fertigung im Studio als auch zum Mitlesen des Werks geeignet ist. Bei sukzessiver Anwendung mehrerer Arbeitsschritte auf die Tonbänder im Zuge der Herstellung ist die Möglichkeit einer Partitur mit dieser Doppelfunktion nicht mehr möglich, entweder es entsteht eine Realisationsanweisung mit Zahlentabellen und Verbalanweisungen wie für Essay (1957–58) von Gottfried Michael Koenig, oder eine vereinfachende Hörpartitur wird im Nachhinein erstellt, wie für Artikulation (1958) von György Ligeti.
Musique concrète und Elektronische Musik näherten sich bald einander an. Stockhausen verwendete neben synthetischen Klängen für sein Tonbandstück Gesang der Jünglinge (1955–56) eine aufgenommene Knabenstimme, wobei durch „Überführung der Lautelemente in Elektronische Musik mittels serieller Permutation“ der Lobpreis Gottes aus dem Text sich mit dem musikalischen Gehalt deckt. Die menschliche Stimme prägte auch drei weitere Hauptwerke der Tonbandmusik: In Berios Thema. Omaggio a Joyce (1958) ist es die aufgenommene Stimme von Cathy Berberian, seiner als Sängerin für Neue Musik bedeutenden Frau, wobei das verwendete Gedicht von James Joyce Grundlage einer „verbalen Musik“ wird. Nono konfrontiert den auftretenden Mezzosopran in La fabbrica illuminata (1964) mit Fabrikgeräuschen, Chor und synthetischen Klängen mit dem Ziel politischer Aufklärung der Arbeiter. Ligeti gelangte aus rein synthetischem Material in Artikulation (1958) durch Mehrfachbearbeitung und Kategorisierung zur Sprachanalogie. Diese Studioarbeit wirkte sich nicht nur auf spätere Sprachkompositionen aus, sondern auch auf die Mikropolyphonie seiner Variante der orchestralen Klangflächenkomposition.

#### Klangkomposition
Das Orchesterwerk Metastaseis (1953–54) von Iannis Xenakis beginnt mit einer aus einem Einzelton herauswachsenden Klangfläche glissandierender solistisch geteilter Streicher, in der keine Details mehr wahrgenommen werden können. Die Parameter der Tonhöhen, Dauern, Dynamik und Klangfarbe sind zwar analog gegliedert, werden aber nicht reihentechnisch, sondern mit den Mitteln der Wahrscheinlichkeitsrechnung organisiert.
Der schockhaften Wirkung der Uraufführung 1955 schloss sich wenige Jahre später Krzysztof Penderecki mit Threnos an, in dem der Effekt eines Schreis generiert wird durch Streicher, die alle versuchen, einen höchstmöglichen Ton mit großer Lautstärke zu spielen. Cluster-Bänder werden durch Glissandi zu einer „Polyphonie von Schichten“ gesteigert und mit Geräuschklängen aus verschiedenen Spieltechniken in dieser allerdings erst nachträglich als Trauerkomposition für die Opfer von Hiroshima gekennzeichneten Komposition konfrontiert.
Zu einem der populärsten Werke der Neuen Musik wurde dann Atmosphères (1961) von György Ligeti, mit seiner „untrennbare[n] Wechselwirkung von übergeordneter Statik und inhärenter Bewegung, Flächigkeit und Raumallusion, Kontur und Gestaltlosigkeit“. Abgesehen von einem Moment des Abstürzens von größter Höhe in die unterste Tiefe wachsen verschieden strukturierte Cluster kontinuierlich ineinander, wobei auch kanonische Organisation mit abweichenden Tondauern als konstruktives Element verwendet wird. Die Technik der Filterung von Klangmassen etwa bei der „dynamische[n] Überblendung von diatonischen Clustern“ wirkte auf die französische Musique spectrale. Die anschließende Stille soll durch eine 19-sekündige Nachhallzeit bei Aufführungen in das Werk mit aufgenommen werden.
Nicht von der Stille, sondern von Cages Aleatorik, die er jedoch in ihrer Radikalität ablehnte, ließ sich Witold Lutosławski inspirieren zu einem „aleatorischen Kontrapunkt“ genau ausnotierter, jedoch rhythmisch nicht koordinierter Stimmen, eingesetzt etwa im Orchesterwerk Jeux vénitiens (1960–1961). Unter Beibehaltung dieser Strategie schuf er in Folge weniger flächige Kompositionen wie sein Streichquartett (1964).
Das Spannungsfeld zwischen der Artikulation der Zeit durch die Klangoberfläche und ihrem Anhalten bestimmt auch weitere Klangfarbenkompositionen wie den Spiegel-Zyklus (1960–1971) von Friedrich Cerha und Coloratura III (1963) von Jan W. Morthenson, der die Bewegungen an den Klangrändern in Ligetis Werk für ein Relikt der linearen Musik hielt und in seinem Stück einen fixierten Akkord umfärbte und mikrotonal verfremdete.

#### Sprachkomposition, instrumentales Theater
So wie Komplexität von Ligetis Atmosphères andere Beiträge zur Klangkomposition in den Schatten stellte, übertrafen seine Sprachkompositionen Aventures (1962) und Nouvelles Aventures (1965) frühere Arbeiten wie Fa:m' Ahniesgwow (1959) von Hans G. Helms oder Anagrama von Mauricio Kagel. Ligeti notierte unter Verzicht auf semantische Elemente mittels eines eigenen Lautvokabulars, verschmolz die Vokal- und Instrumentalparts und fügte Regieanweisungen bei.
Das Übergreifen des Musiktheaters auf Werke außerhalb des Opernbetriebs betrifft auch weniger experimentelle Werke wie Eight Songs of a Mad King (1969) von Peter Maxwell Davies, wo die Instrumentalisten in großen Käfigen die Raserei des Gesangssolisten als König Georg III. erleiden müssen. Mit dem Begriff des Instrumentalen Theaters werden vor allem Kagels Konzepte benannt, bei denen Spielgeste und Klangresultat entkoppelt werden oder die Aufführung szenisch präsentiert wird, beides in Match für drei Spieler (1964), auch als Filmfassung realisiert. Der ebenfalls in Deutschland schaffende Dieter Schnebel ließ sich für seine szenisch konzipierte musikalische Materialsammlung von Sprachelementen mit dem Titel Glossolalie (1959–1961) von Cage und Fluxus beeinflussen.

#### Happening und Fluxus
Fluxus (lateinisch für „fließend“) und Happening sind charakterisiert durch „vororganisierte[n] Zufall, Theatralisierung des Kunstprozesses und Aktivierung des Publikums“. Die Konzeptstücke der Fluxuskunst sind „klare Handlungsanweisungen oder Partituren, deren einzelne Umsetzung in Konzerten oder bei Aufführungen in konzentrierter Form stattfinden sollen“.
„Verbindung von Kunst und Alltag“ verbindet sich mit „Auflösung des ‚Werks‘“, Provokation gegen die Konsumhaltung mit „gesamtkunstwerkhafte[r] ‚Anti-Kunst‘“. Weniger stehen ästhetische Objekte im Vordergrund als Prozess und Ereignis.
Der japanische Maler Shozo Shimamoto der Gruppe Gutai integrierte Geräusche in seine Arbeit, als er in Breaking Open the Object mit Hilfe von Explosionen malte. In Piano Activities (1962) von Philip Corner wurde ein Konzertflügel zersägt, in One for Violin solo (1962) von Nam June Paik eine Violine zerstört. Das String Quartet (1962) von George Brecht hat als einzige Handlungsanweisung „shaking hands“. Der politisch engagierte Cornelius Cardew entwarf mit den Freiheiten des Zyklus The Great Learning ein „Modell des sozialen Musizierens“. Hier wurde erstmals von der Kritik der Begriff „minimal“ angewendet.

#### Minimal Music
Im Kontext von Fluxus entstanden die mit Composition 1960 benannten Konzept-Stücke von La Monte Young, deren No. 7 nur aus einem lange ausgehaltenen Quintintervall besteht, was für die folgende Entwicklung der amerikanischen Minimal Music mit Konsonanzen und Bordun-Klängen ebenso vorbildlich sein konnte wie das ebenfalls aus 1960 stammende arabic numeral mit stetig repetiertem Rhythmus. Gemeinsam mit Terry Riley, Steve Reich und Philip Glass gilt er als Begründer des Minimalismus, wobei alle vier zwischen 1935 und 1937 geboren wurden, eine akademische Kompositionsausbildung genossen, früh intensiven Kontakt mit außereuropäischer Musik hatten, sich für Jazz interessierten oder Jazzmusiker waren und mit eigenen Ensembles ihre Werke vorstellten. La Monte Young probte täglich an unvollendeten Kompositionen als esoterische religiöse Praxis und veröffentlichte kaum Aufnahmen.
Terry Riley stellt 1964 für die Ensemble-Komposition In C 53 modale Pattern bereit, durch die sich die Instrumentalisten asynchron aber mit gemeinsamem Puls bewegen, indem jedes Modul beliebig oft in Schleife wiederholt werden kann, bevor zum nächsten gewechselt wird. Auch Riley pflegte als Komponist ein zurückgezogenes Dasein im Gegensatz zu Reich und Glass, deren Schallplattenveröffentlichungen hohe Auflagen erreichten.
Ebenso wie Riley gelangte Reich durch elektronische Experimente zu Konzepten minimalistischer Instrumentalmusik. Steve Reich interessierten graduelle Prozesse, die für den Hörer im Gegensatz etwa zu serieller Organisation nachvollziehbar sind. Piano Phase für zwei Klaviere (1967) basiert auf einem einfachen aber irregulären melodischen Pattern, das zuerst unisono auftritt und dann in den beiden Klavieren durch minimalen Geschwindigkeitsunterschied einen konsequent durchgehaltenen Prozess der Phasenverschiebung durchmacht, in einem zweiten Teil wird dasselbe mit einem zweiten Pattern wiederholt.
Auch Philip Glass arbeitete in seinen frühen minimalistischen Werken mit Pattern, die er jedoch nicht der Phasenverschiebung unterzieht, sondern durch additive und subtraktive Verfahren auseinander hervorgehen lässt. Da dabei Figuren von großer Länge entstehen, sind die Beziehungen nicht mehr hörend nachvollziehbar, die Musik erhält jedoch einen „hypnotischen Charakter“. Generell sind zu den in diesem Absatz erwähnten Eigenschaften der Minimal Music noch „Konsonanzreichtum und harmonische Statik“ und „das Entfallen klarer Schlusswendungen“ zu ergänzen.

#### Psychoakustische Experimente
Ab den 1960er Jahren führte die Beschäftigung mit den Gerätschaften der Studios zu kompositorischen Experimenten, die sich akustischer Forschung annäherten. Dabei wurde die etwa elfminütige, aus regelmäßig einsetzenden, gleichmäßig nach oben glissandierenden Sinustönen bestehende Komposition For Ann (Rising) (1969) von James Tenney, die den nicht vermeidbaren Fokuswechsel des Hörers zwischen den völlig vorhersehbaren und sofort in ihrer Gesetzmäßigkeit verstandenen Tönen zum Thema hat, von Alvin Lucier als „classic piece of minimalism“ bezeichnet. In Luciers Komposition I Am Sitting in a Room (1970) wird die vom Komponisten gesprochene Beschreibung des Vorgangs aufgenommen, abgespielt, im Raum abermals aufgenommen und abgespielt, bis durch den iterativen Prozess die Resonanzen des Raums die Sprache auslöschen. Jean-Claude Risset beschäftigte sich mit der Instabilität von Klang und den gravierenden Änderungen, die bereits durch geringfügige Modulation auftreten.

#### Pluralismus
Im Gegensatz zur Konzentration auf Parameter, die in den 1950er Jahren einen Schwerpunkt setzt, kann man für die 1960er Jahre kein Phänomen ins Zentrum stellen außer den Pluralismus selbst. Neben den genannten Tendenzen, die an den Grenzen des Musikbegriffs operierten, gab es eine Vielzahl von Zugängen von der Fortführung des Neoklassizismus bis zu individuellen Lösungen außerhalb etikettierter Strömungen.
Benjamin Britten stand beispielhaft „für die typisch englische Spannung zwischen Traditionspflege und neuartiger Individualität, zwischen genreübergreifender Weite und eigenwillig minuziöser Detailarbeit“. Neben seinen Opern ist vor allem das War Requiem (1962) bekannt, das das Thema von Tod und Abschied mit der 14. Sinfonie für Sopran, Bass und Kammerorchester (1969) von Dmitri Schostakowitsch teilt. Wie Schostakowitsch setzte Allan Pettersson in einer Serie von Sinfonien die „Tradition eines expressiven, zugleich subjektiven, da autobiographisch unterfütterten und sozial engagierten Komponierens fort.“
Auf der Bühne lebte das Genre der Literaturoper fort mit Beiträgen von Hans Werner Henze und Aribert Reimann. In den 1960er Jahren entwickelte sich Henze zum politisch engagierten Künstler. Als letztes Werk des während des Nationalsozialismus verstummten Karl Amadeus Hartmann ist dessen Gesangsszene (1963) eine Warnung vor den Folgen der Ausbeutung von Mensch, Technik und Umwelt.
Olivier Messiaen strebte die Überwindung von Geschichte und Kriegselend durch Einführung einer „zeitlos anderen Sphäre“ mit Vogelgesängen und ritueller Gläubigkeit an, bestimmend sind ferner seine Interessen an Rhythmus und Farben. Einflüsse von Messiaen verband Henri Dutilleux mit solchen Bartóks und den großen Formen des 19. Jahrhunderts.
In Amerika galt Elliott Carter seit seinem 2. Streichquartett (1959) mit stark kontrastierenden Charakteren der vier Streicherstimmen als führender Komponist einer traditionell modernistischen Kunstauffassung. Während er im Alter von 71 Jahren in New York als „greatest living composer“ gefeiert wurde, blieb der am Stadtrand von Mexiko-Stadt lebende Conlon Nancarrow, den Aufführungsschwierigkeiten zu einer Konzentration auf das Pianola geführt hatten, bis in die 1980er Jahre weitgehend unbekannt. Nancarrows Studies for Player Piano (ca. 1948–1977) sind in Bezug auf Rhythmus und Metrum äußerst komplex. Die ungeheure aber präzise Geschwindigkeit der altmodischen Maschinerie verleiht den rhythmischen Kanons, Glissandi und Überlagerungen verschiedener Schichten einen humorvollen Zug, der an Zeichentrickfilme erinnert. Anklänge an Blues, Ragtime und Boogie-Woogie verbinden ihn mit Gunther Schuller, der in den 1950er und 1960er Jahren Jazz und europäische Kunstmusiktradition zu einem „Third Stream“ verbinden wollte und unter anderem mit Miles Davis zusammenarbeitete.

#### Polystilitik und Collage
Der Pluralismus verschiedener kompositorischer Ausrichtungen findet ein Pendant in Kompositionen, die in sich eine Vielheit von Einflüssen zusammenführen und mit den Mitteln von Zitat und Collage erlebbar machen. George Rochberg legte in seinem Quartett In Contra mortem et tempus (1965) Linien aus atonalen oder zwölftönigen Werken von Ives, Berg, Varèse, Boulez, Berio und ihm selbst übereinander. Der vor allem an subtilen klanglichen Nuancen interessierte George Crumb verwendete collagierte Elemente als expressive Symbole „zeitlosen“ Gehalts.
Im Gegensatz dazu steht das Konzept einer „Kugelgestalt der Zeit“ von Bernd Alois Zimmermann. Seine Oper Die Soldaten (1965) ist zwar seriell strukturiert und verwendet als Libretto das gleichnamige Theaterstück von Jakob Michael Reinhold Lenz von 1776, führt dessen lose Szenenfolge aber in Simultanszenen über zwecks „Darstellung eines komplexen Weltzustands“, der dann auch eine „pluralistische Kompositionstechnik“ dient. In der Oper Satyrikon (1973) von Maderna erzeugt die anspielungsreiche Montage etwa des Triumphmarsches aus Giuseppe Verdis Aida, des Cancans aus Jacques Offenbachs Orpheus in der Unterwelt und John Philip Sousas Stars and Stripes Forever eine scharfe Zeitkritik.
Zu den bekanntesten Stücken einer „Musik über Musik“ gehört Berios Sinfonia (1969), deren Mittelsatz Mahlers Scherzo aus dessen 2. Sinfonie zugrunde liegt. Darüber sind diverse Zitate aus der Musikgeschichte und eine Textschicht gelegt, die von acht verstärkten Sängern vorzutragen und ebenfalls collagiert ist.

### Postmoderne ab 1975

#### Zuwendung zur Tradition
Um 1975 wandelte sich der Zugang zur komponierten Tradition. Der „Kanon des Verbotenen“ verlor an Gültigkeit, an die Stelle des Innovationsschubes des Nachkriegszeit folgte eine „umfassende Verflechtung des Vorhandenen“. Oft wird somit die Phase ab 1975 im Zeichen der Postmoderne gesehen. Die „postmoderne“ Ästhetik galt jedoch im Grunde für das gesamte 20. Jahrhundert.
Zur Collage historischen Materials trat das Konzept, sich komponierend in alte Stile einzufühlen. In den Klaviervariationen The People United Will Never Be Defeated! (1975) von Frederic Rzewski soll die Überlagerung diverser tonaler und atonaler Idiome die Vereinigung der Völker gegen den Faschismus darstellen. Die Beschäftigung mit gesellschaftlichen Spannungen oder weltpolitischen Krisen tritt nach 1975 allerdings zunehmend in den Hintergrund gegenüber einem „Bilderbuch der Welt“ geprägt von „unmittelbarer Emotionalität“.
Überblendungen tonaler und atonaler Stile unter Nutzung von Jazz, Tanz- und Popularmusik wurde typisch für die Polystilistik des Russen Alfred Schnittke, der zudem die verwendeten Stile verfremdete, etwa indem im Concerto grosso Nr. 1 (1977) die Rolle von Konsonanz und Dissonanz in der Satztechnik ausgetauscht wurde. Polystilistischer Traditionsbezug mit einer „Fülle kultureller und semantischer Konnotationen“ trat auch in „integrativere[r], ganzheitliche[r]“ Art auf, etwa im „Organismusmodell“ der Komponistin Sofia Gubaidulina. Auch Galina Ustwolskaja fand zur Dokumentation ihres christlichen Glaubens zu einem „eigenen Kompositionsstil auf traditionell russischer Basis“, bei ihr mit extremen Dynamik- und Ausdrucksanweisungen und eruptiven Klangeffekten.
Der Este Erkki-Sven Tüür vermied in seinen geistlichen Werken die Suggestion, dass zwischen den verwendeten Elementen aus Mittelalter und Gegenwart bruchlos vermittelt werden könnte. In Lettland verband Pēteris Vasks neotonale Harmonik mit minimalistischen Strukturen. Populär wurde auch das Konzert für aufgenommenen Vogelgesang und Orchester Cantus arcticus (1972) des Finnen Einojuhani Rautavaara, das modale Melodien und mediantische Dreiklangsharmonik mit aleatorischem Kontrapunkt verbindet. Viele Konsonanzen müssen aber nicht zwingend Neoimpressionismus (wie beim Cantus arcticus) oder Neoromantik bedeuten, so ergeben in der 3. Sinfonie (1975) des Dänen Per Nørgård die „Unendlichkeitsreihen“ basierend auf der Obertonreihe konsonante Ergebnisse trotz strenger Durchorganisation, ein Schubert-Zitat in der Coda bedeutet hier keine Nostalgie. Ebenfalls nicht nostalgisch ist die Fülle von Arrangements und Hommagen im Werk von György Kurtág.

#### Theatralik und sprachliche Gesten
Experimenteller Umgang mit theatralischen Elementen und Sprache wurde unter anderem von Georges Aperghis ab den 1970er Jahren fortgeführt. Bei Harrison Birtwistle verweist ritueller Charakter der Musik auf die Beschäftigung mit dem antiken Drama oder dem japanischen Nō-Theater. Peter Eötvös gibt durch Titel wie Drei Madrigalkomodien und Chinese Opera (1986) Hinweise auf die Ursprünge der musikalischen sprachnahen Gestik.

#### Interkulturalität
Über das Interesse an einzelnen Aspekten außereuropäischer Musik, wie es bei Klaus Huber für Rhythmik und Mikrotonalität arabischer Musik anzutreffen ist, geht Hans Zenders Konzept der Interkulturalität hinaus im Sinne eines „mehrfach gepolte[n] Bezugssystems“ und eines „Dialogs mit der Geschichte“, wobei die Identifikation mit einem „imaginären Museum“ ein postmoderner Zug ist.
Mit dem Zerfall der Kolonialstrukturen und einer immer stärker werdenden Globalisierung setzte in vielen Ländern der Erde eine Umorientierung ein. An die Stelle der bis dahin geltenden westlichen Vorbilder rückten eigene Kulturen. Für die neue Musik bedeutete dies einen radikalen Stilwandel. Im Zuge einer allgemeinen Afrikanisierung bereicherten akademisch gebildete Musiker wie J. H. Kwabena Nketia in Ghana und Akin Euba in Nigeria ihre moderne Tonsprache um Elemente der Stammesmusik und schufen mit dem African Pianism eine eigene Klangwelt. Querverbindungen zum Jazz und zur Afropop lockerten die Grenzen zwischen E- und U-Musik. Im Sinne einer Weltmusik rückten auch auf anderen Kontinenten viele Komponisten von den Idealen einer im westlichen Sinne neuen Musik ab und entwickelten neuartige Denk- und Hörgewohnheiten.

#### Dialektisches Komponieren
Der Fortschrittsgedanke wurde im Laufe der 1970er Jahre nicht überall aufgegeben, sondern von einigen Komponisten mit einem seriell-strukturellen Materialbegriff zu „materialimmanenter Gesellschaftskritik“ weiterentwickelt, wobei Hörgewohnheiten verweigert oder ironisiert werden. In seiner „konzeptionellen Rhythmuskomposition“ kombinierte Nikolaus A. Huber Rhythmen aus Klassik, Marsch, Folklore, Jazz, Arbeiterkultur und Sprechchören mit regelmäßigen Pulsationen und unterwarf sie allmählichen Veränderungen in einer atonalen Musik, deren Tonhöhen nur als Rhythmus- und Dauernproportionsträger dienten. Mathias Spahlinger führte die „Negation von Ordnungen“ mit der daraus resultierenden „Zertrümmerung konventionellen Materials“ so weit, dass die konsequente Verweigerung zu neuen übergeordneten Zusammenhängen führte, wodurch eine „kompositorische Dialektik“ offensichtlich wird.
Helmut Lachenmann schuf mit seiner „musique concrète instrumentale“ ein Gegenbild zum „perfekten Resultat und glatten Klang“ eines „gesellschaftlichen Apparats Tonalität“, indem er den Prozess der Hervorbringung von Klängen und Geräuschen auf dem klassischen Instrumentarium in den Vordergrund holte. Die dabei entstehende Klangkomposition unterscheidet sich vom „Texturklang“ Ligetis, da sie eine „Polyphonie von Anordnungen“ ausprägt, die Lachenmann „Strukturklang“ benannte. Die Bestandteile der kompositorischen Strukturen ordnete Lachenmann in einer eigenen Klangtypologie mit übergeordneten Kategorien „Klang als Prozess“ und „Klang als Zustand“, wobei die Zeitlichkeit der einzelnen Klangtypen sich auf die Formbildung der Komposition auswirkte. Um 1975 begann Lachenmann mit einer „negierende[n] Aneignung von Tradition“: Strukturmerkmale von Vorlagen werden verformt wirksam. Lachenmanns Erweiterungen der Spieltechnik mit ihren klanglichen Konsequenzen wirkten auf zahlreiche Komponisten anregend.

#### Weitere Strömungen
- Ereignisarme, meditative und einzelklangorientierte Musik, ebenfalls vor allem in den USA, der Minimal Music gedanklich nahestehend, jedoch unter Verwendung anderer Kompositionsprinzipien (keine Patternbildung): Morton Feldman, George Crumb, in Deutschland Peter Michael Hamel und Walter Zimmermann
- in Deutschland: Neue Einfachheit; Zu ihren Vertretern zählen u. a. Hans-Jürgen von Bose, Wolfgang Rihm, Manfred Trojahn, Detlev Müller-Siemens
- Neue Komplexität (new complexity): Weiterführung serieller und konstruktiver Verfahren; oftmals Betonung des Performativen. Hauptvertreter: Brian Ferneyhough sowie dessen Schüler Claus-Steffen Mahnkopf
- Musique spectrale vor allem in Frankreich: Harmonie und Melodie werden aus den akustischen Gegebenheiten des Klanges heraus definiert, Initiator war Gérard Grisey, ein Hauptvertreter und immer wieder zitiertes Vorbild ist Tristan Murail. Mit Spektren gewonnen aus verschiedenen Stimmungen arbeiten auch Georg Friedrich Haas und Franz Martin Olbrisch.
- Konzeptmusik: Peter Ablinger, Antoine Beuger, Johannes Kreidler, Hannes Seidl, Martin Schüttler, Trond Reinholdtsen, Anton Wassiljew.
- Elektroakustische Musik: Sammelbegriff verschiedener Konzeptionen der elektronischen Klangproduktion oder Transformation:

- Akusmatik: In Form von Klangobjekten elektronisch erzeugte Musik, deren Klangerzeugungsmittel nicht identifizierbar sind. Verbreitet wurde der Begriff vor allem durch François Bayle und Francis Dhomont.
- Algorithmische Komposition: Komposition mit Hilfe computergenerierter Strukturen – Jean-Claude Risset, Clarence Barlow, Karlheinz Essl, Orm Finnendahl, Hanspeter Kyburz, Enno Poppe. Zu den Pionieren dieses Gebiets gehören Lejaren Hiller und die o. g. Gottfried Michael Koenig und Iannis Xenakis.
- Klangkunst: in Form von Klanginstallationen und Klangobjekten. Zu ihren Vertreten gehören u. a. Rolf Julius, Bernhard Leitner, Robin Minard und Christina Kubisch.

### Klang und Konzept ab 2000
Um die Jahrtausendwende löste der Klang als beherrschendes Paradigma der Musik Komplexität und Organizität ab. Zudem spielen die seit den 1970er Jahren in den Hintergrund getretenen konzeptionellen Strategien wieder eine größere Rolle.

## Foren
- Acht Brücken, Köln
- Aspekte Salzburg, Salzburg
- chiffren – Kieler Tage für Neue Musik, Kiel
- Donaueschinger Musiktage, Donaueschingen
- Dresdner Tage der zeitgenössischen Musik, Dresden
- Eclat (Musikfestival), StuttgartClarence Barlow
- Ensemble intercontemporain, Paris
- Festival Archipel, Genf
- Festival L’art pour l’Aar, Bern
- Frühjahrstagung des INNM Darmstadt
- Hallische Musiktage
- Internationale Ferienkurse für Neue Musik, Darmstadt
- International Week of New Music, Bukarest
- Internationale Weingartener Tage für Neue Musik, Weingarten
- ISCM World New Music Days, das jährlich seit 1923 stattfindende Festival der International Society for Contemporary Music ISCM, jeweils in einem anderen Land
- Klangwerkstatt Berlin
- MaerzMusik, Berlin
- Megújhodott Muzsika (Reformierte Musik), Ungarn
- Międzynarodowy Festiwal Muzyczny Stalowa Wola-Rozwadów (Internationales Musikfestival Stalowa Wola-Rozwadów)
- Music Biennale Zagreb
- Musicarama, Hongkong
- Randspiele, Zepernick bei Berlin
- Realtime – Forum Neue Musik, Bremen
- Tage für Neue Musik Zürich
- Two Days and Two Nights of New Music, Odessa
- Ultraschall Berlin
- Warschauer Herbst, Warschau
- Weimarer Frühjahrstage für zeitgenössische Musik, Weimar
- Wien Modern, Wien
- Wittener Tage für neue Kammermusik
- Zeit für Neue Musik, Bayreuth
- Zilele Muzicii Noi, Moldau

## Ensembles (Auswahl)
Eines der ersten Ensembles für Neue Musik war das von Pierre Boulez initiierte Ensemble du Domaine Musical. 1976 gründete er dann das Ensemble intercontemporain, nach dessen Vorbild sich nachfolgend zahlreiche Ensembles Neuer Musik mit ähnlicher Besetzung formierten, etwa das Ensemble Modern in Frankfurt, das Klangforum Wien, die musikFabrik NRW, das Asko Ensemble, die London Sinfonietta und das KammarensembleN in Stockholm.
- Alter Ego
- Arditti Quartett
- AuditivVokal Dresden
- Basel Sinfonietta, CH
- Collegium Novum Zürich, CH
- Contrechamps, CH
- CQ – Cologne Contemporary Ukulele Ensemble, Köln (eines der wenigen Ukulele-Orchester in Deutschland, das sich der Neuen Musik widmet)
- Ensemble Aventure, Freiburg i. Br.
- Ensemble Dal Niente, Chicago
- ensemble für neue musik zürich, CH
- Ensemble Interface, Frankfurt
- Ensemble Modern, Frankfurt
- Ensemble Nikel, CH
- Ensemble Phoenix Basel, CH
- Ensemble Phorminx, Darmstadt
- Ensemble Proton Bern, CH
- Ensemble recherche, Freiburg
- Ensemble Sortisatio, Leipzig
- Ensemble Vortex, CH
- Gruppe Neue Musik Hanns Eisler, Leipzig
- Hyper Duo, CH
- Interzone perceptible, Essen
- Kairos Quartett, Berlin
- Klangforum Wien, Wien
- Kronos Quartet, San Francisco
- L’Ensemble intercontemporain, Paris
- Le NEC, CH
- LUX:NM, Berlin
- musikFabrik, Köln
- Neue Vocalsolisten Stuttgart, Stuttgart
- Österreichisches Ensemble für Neue Musik, Salzburg
- Pegnitzschäfer-Klangkonzepte, Nürnberg
- piano possibile, München
- UMS ’n JIP, CH

## Organisationen und Institutionen
Die Vereinigung für zeitgenössische Musik von 1927 bis 1932 war eine Institution zur Förderung der Neuen Musik im München der Weimarer Republik.
Das Netzwerk Neue Musik war ein Förderprojekt der Kulturstiftung des Bundes von 2008 bis 2011 mit einer Fördersumme von 8 Millionen Euro.
Ziel dieses Projektes war die Förderung der Komposition, Aufführung und Vermittlung Neuer Musik sowie die Stärkung der Stellung der Neuen Musik in der Musiklandschaft Deutschlands.
Weitere Institutionen:
- Centre de documentation de la musique contemporaine (Cdmc), Paris
- Deutsche Gesellschaft für Elektroakustische Musik (DEGEM) – Vereinigung zur Verbreitung und Förderung elektroakustischer Musik
- Forum Zeitgenössischer Musik Leipzig e. V. (FZML)
- Gare du Nord (Basel) – Bahnhof für Neue Musik
- Gesellschaft für Neue Musik e. V. (GNM) – deutsche Sektion der IGNM bzw. ISCM
- Gesellschaft für Zeitgenössische Musik Aachen (GZM)
- IGNM-Sektion Österreich
- Internationale Gesellschaft für Neue Musik (IGNM) bzw. International Society for Contemporary Music (ISCM) – organisiert die von Mitgliedsland zu Mitgliedsland jährlich wechselnden Weltmusiktage
- Internationales Musikinstitut Darmstadt (IMD), Darmstadt
- Institut für Computermusik und Elektronische Medien (ICEM)
- Institut für kulturelle Innovationsforschung – new classical e. V. (IKI)
- Institut für Neue Musik und Musikerziehung (INMM), Darmstadt
- IRCAM, Paris/F
- ISCM Switzerland
- Sächsischer Musikbund e. V.
- Schweizerische Gesellschaft für Neue Musik (SGNM)
- Verein zur Pflege Neuer Musik Aachen

## Studios für Neue Musik
In der Regel entstehen hier Kompositionen mit Elektronik als Koproduktionen von Komponisten, Musikinformatikern und Klangregisseuren. Neben der Erforschung neuer musikalischer Verfahren und der Produktion musikalischer Werke stellt auch die Gestaltung von Aufführungen ein Aufgabengebiet dieser Studios dar.
- Columbia-Princeton Electronic Music Center
- Elektronisches Studio in Basel
- Experimentalstudio des SWR in Freiburg im Breisgau
- Siemens-Studio für elektronische Musik
- Studio für Elektronische Musik in Dresden
- Studio für Elektronische Musik in Köln

## Zeitschriften
- Anbruch
- Dissonance. Schweizer Musikzeitschrift für Forschung und Kreation (erschien in einer zweisprachigen Fassung: deutsch und französisch, 2018 eingestellt)
- KunstMusik. Schriften zur Musik als Kunst
- MusikTexte. Zeitschrift für neue Musik
- nmz neue musikzeitung
- Neue Zeitschrift für Musik
- Positionen. Texte zur aktuellen Musik
- Seiltanz. Beiträge zur Musik der Gegenwart[144]

### Gesamtdarstellungen
- Josef Häusler: Musik im 20. Jahrhundert – Von Schönberg zu Penderecki, Schünemann, Bremen 1969.
- Christoph von Blumröder: Neue Musik, 1980, 13 S., in: Hans Heinrich Eggebrecht und Albrecht Riethmüller (Hrsg.): Handwörterbuch der musikalischen Terminologie, Loseblatt-Sammlung, Wiesbaden: Steiner 1971–2006. Zur Geschichte des Begriffs, keine Musikgeschichte.
- Anton Haefeli: IGNM. Die Internationale Gesellschaft für Neue Musik. Ihre Geschichte von 1922 bis zur Gegenwart. Atlantis, Zürich 1982, ISBN 3-7611-0596-7.
- Hermann Danuser: Die Musik des 20. Jahrhunderts. Laaber-Verlag, Laaber 1984, ISBN 3-89007-037-X (= Neues Handbuch der Musikwissenschaft, Band 7).
- Robert P. Morgan: Twentieth-Century Music. A History of Musical Style in Modern Europe and America. Norton, New York 1991, ISBN 0-393-95272-X.
- Hanns-Werner Heister, Walter-Wolfgang Sparrer (Hrsg.): Komponisten der Gegenwart (KDG). Loseblatt-Lexikon, edition text+kritik, München 1992ff., ISBN 3-88377-799-4.
- Paul Griffiths: Modern Music and after. Oxford University Press, New York 1995, ISBN 0-19-816511-0.
- Helga de la Motte-Haber et al. (Hrsg.): Handbuch der Musik im 20. Jahrhundert. 13 Bände, Laaber-Verlag, Laaber 1999–2007, ISBN 3-89007-420-0.
- Nicholas Cook (Hrsg.): The Cambridge history of twentieth-century music. Cambridge Univ. Press, Cambridge et al. 2004, ISBN 0-521-66256-7.
- Jörn Peter Hiekel/Christian Utz (Hrsg.): Lexikon Neue Musik. Bärenreiter/Metzler, Stuttgart/Kassel 2016, ISBN 3-476-02326-5.

### Moderne
- Paul Bekker: Neue Musik [Vorträge 1917–1921] (= Bd. 3 der Gesammelten Schriften), Berlin: Deutsche Verlagsanstalt 1923.
- Adolf Weißmann: Die Musik in der Weltkrise, Stuttgart 1922; englische Übersetzung 1925: The Problems of Modern Music
- Hans Mersmann: Die moderne Musik seit der Romantik (= Handbuch der Musikwissenschaft [ohne Bandzählung]), Potsdam: Akademische Verlagsanstalt 1928.
- Theodor W. Adorno: Philosophie der neuen Musik. Tübingen: J.C.B. Mohr 1949; 2. Auflg. Frankfurt: Europäische Verlagsanstalt 1958; 3. Auflg. 1966, Ausgabe letzter Hand.
- Hans Heinz Stuckenschmidt: Neue Musik zwischen den beiden Kriegen, Berlin: Suhrkamp 1951, 2. Auflage als Neue Musik, Frankfurt: Suhrkamp 1981, neueste Auflage ISBN 3-518-37157-6.
- Hans Heinz Stuckenschmidt: Schöpfer der neuen Musik – Porträts und Studien, Frankfurt: Suhrkamp 1958.
- Hans Heinz Stuckenschmidt: Musik des 20. Jahrhunderts, München: Kindler 1969.
- Hans Heinz Stuckenschmidt: Die Musik eines halben Jahrhunderts – 1925 bis 1975 – Essay und Kritik, München: Piper 1976.
- Stephan Hinton: Neue Sachlichkeit, 1989, 12 S., in: Hans Heinrich Eggebrecht und Albrecht Riethmüller (Hrsg.): Handwörterbuch der musikalischen Terminologie, Loseblatt-Sammlung, Wiesbaden: Steiner 1971–2006.
- Martin Thrun: Neue Musik im deutschen Musikleben bis 1933. Orpheus, Bonn 1995, ISBN 3-922626-75-0.
- Björn Gottstein: Der Klang der Gegenwart. Eine kurze Geschichte der neuen Musik. Reclam, Ditzingen 2024, ISBN 978-3-15-011320-2.

### Avantgarde
- Ulrich Dibelius: Moderne Musik nach 1945, 1966/1988, 3. erweiterte Neuauflage München: Piper 1998, ISBN 3-492-04037-3.
- Hans Vogt: Neue Musik seit 1945, 1972, 3. erweiterte Auflage Stuttgart: Reclam 1982.
- Dieter Zimmerschied (Hrsg.): Perspektiven Neuer Musik. Material und didaktische Information, Mainz: Schott 1974.